# Mùa bão Tây Bắc Thái Bình Dương 2024
Mùa bão Tây Bắc Thái Bình Dương 2024 là mùa bão Thái Bình Dương bắt đầu muộn thứ năm trong lịch sử, đồng thời là mùa bão chết chóc nhất kể từ mùa bão Tây Bắc Thái Bình Dương 2013, là mùa bão hoạt động mạnh nhất kể từ mùa bão Tây Bắc Thái Bình Dương 2019, và là mùa bão Thái Bình Dương gây thiệt hại lớn thứ năm trong lịch sử, chủ yếu do Bão Yagi gây ra. Mùa bão này kéo dài suốt năm 2024, mặc dù phần lớn các xoáy thuận nhiệt đới thường phát triển từ tháng 5 đến tháng 10. Ewiniar, cơn bão đầu tiên của mùa, phát triển vào ngày 25 tháng 5, và cuối cùng đã mạnh lên thành cơn cuồng phong đầu tiên của mùa.
Phạm vi các cơn bão trong bài viết là các cơn bão hình thành trong khu vực Châu Á - Thái Bình Dương, cụ thể hơn là vùng Bắc Bán Cầu từ kinh tuyến 100 độ Đông đến 180 độ. Bão nhiệt đới hình thành trên toàn Tây Bắc Thái Bình Dương sẽ được đặt tên bởi Cục Khí tượng Nhật Bản (JMA). Các xoáy thuận nhiệt đới trong khu vực này được Trung tâm Cảnh báo Bão Liên hợp (JTWC) theo dõi sẽ có thêm hậu tố "W" phía sau số thứ tự của chúng. Áp thấp nhiệt đới trở lên hình thành hoặc di chuyển vào khu vực mà Philippines theo dõi (PAR) cũng sẽ được đặt tên bởi Cục quản lý Thiên văn, Địa vật lý và Khí quyển Philippines (PAGASA). Đó là lý do đôi khi vì sao một cơn bão lại có hai tên gọi khác nhau.

## Khái quát chung về mùa bão

### Dự báo mùa bão
Trong một năm (hoặc một mùa bão) một số cơ quan khoa học và cơ quan khí tượng dự báo có bao nhiêu xoáy thuận nhiệt đới (một số cơ quan dự báo có dự báo số lượng xoáy thuận nhiệt đới theo độ mạnh) sẽ hình thành trong một mùa và có bao nhiêu cơn bão nhiệt đới sẽ ảnh hưởng đến một quốc gia cụ thể. Các cơ quan này bao gồm Hiệp hội Rủi ro Bão nhiệt đới (TSR) của Đại học College London, PAGASA, Cục Thời tiết Trung ương Đài Loan (CWA). Trung tâm Dự báo Khí tượng Thuỷ văn Quốc gia (NCHMF) cũng dự báo số lượng bão và áp thấp nhiệt đới trên biển Đông.
Hiệp hội Rủi ro Bão nhiệt đới (TSR) công bố dự báo đầu tiên vào ngày 7/5, dự báo mùa bão hoạt động ít hơn trung bình nhiều năm (TBNN) với 25 cơn bão nhiệt đới, 15 cơn bão cuồng phong và 7 cơn bão cuồng phong dữ dội. Điều này chủ yếu là do El Niño suy yếu và sẽ chuyển sang La Niña yếu hoặc trung bình vào giữa năm 2024.
| Ngày dự báo của TSR       | Tropical Storm (Bão nhiệt đới) | Typhoon (Bão cuồng phong/bão rất mạnh) | Intense Typhoon (Bão cuồng phong dữ dội) | ACE                                      | Ref.      |
| ------------------------- | ------------------------------ | -------------------------------------- | ---------------------------------------- | ---------------------------------------- | --------- |
| Trung bình (1965–2022)    | 25.5                           | 16,0                                   | 9,3                                      | 301                                      | [ 1 ]     |
| 7 tháng 5, 2024           | 25                             | 15                                     | 7                                        | 225                                      | [ 1 ]     |
| Các trung tâm dự báo khác | Thời gian công bố dự báo       | Khoảng thời gian dự báo                | Khu vực dự báo                           | Số lượng xoáy thuận dự báo               | Tham khảo |
| NCHMF                     | Tháng 5 năm 2024               | Tháng 5 -Tháng 8                       | Biển Đông                                | 3-5 (bão và ATNĐ) 1 (đổ bộ vào đất liền) | [ 2 ]     |

### Tóm tắt các cơn bão

#### Tính trên toàn khu vực
JMA
Thang bão Saffir-Simpson
Tóm tắt chung
Giai đoạn khởi đầu
Mùa bão Tây Bắc Thái Bình Dương bắt đầu vào ngày 23 tháng 5, khi một cơn bão nhiệt đới có tên Ewiniar hình thành ở phía đông nam Palau, đánh dấu đây là mùa bão Thái Bình Dương bắt đầu muộn thứ năm kể từ khi có những ghi chép đáng tin cậy. Ewiniar di chuyển về phía Philippines, nơi nó đổ bộ chín lần vào Đảo Homonhon; Giporlos, Đông Samar; Đảo Basiao; Đảo Cagduyong; Batuan, Masbate; Thành phố Masbate; Torrijos, Marinduque; Lucena, Quezon và Patnanungan. Nó bắt đầu di chuyển qua vùng biển nhiệt đới ấm áp của Vịnh Lamon, nơi JTWC và JMA nâng cấp Ewiniar thành bão tối thiểu. Ewiniar bắt đầu chuyển đổi thành một xoáy thuận ngoại nhiệt đới khi nó cách Căn cứ Không quân Kadena ở Okinawa, Nhật Bản 719 km (447 dặm) về phía đông-đông bắc. Vào ngày 6 tháng 6, một xoáy thuận ngoại nhiệt đới khác hấp thụ những gì còn sót lại của Ewiniar, ngay ngoài khơi bờ biển Alaska. Vào ngày 30 tháng 5, một áp thấp nhiệt đới khác hình thành ở phía đông nam Hải Khẩu, Trung Quốc. Ngày hôm sau, lúc 03:00 UTC, JTWC chỉ định nhiễu động này là Áp thấp nhiệt đới 02W. Vài giờ sau, JMA chỉ định tên Maliksi khi họ nâng cấp 02W thành bão nhiệt đới. Ngay sau khi được đặt tên, vào ngày 31 tháng 5, Maliksi đã đổ bộ vào Dương Giang, Quảng Đông. JMA và JTWC đã ngừng cảnh báo khi Maliksi di chuyển vào đất liền và tan vào ngày 2 tháng 6. Không có cơn bão nào hình thành vào tháng 6 lần đầu tiên kể từ năm 2010.

Vòng lặp vệ tinh của Bão Gaemi đi dọc bờ biển trước khi đổ bộ vào bờ biển đông bắc Đài Loan vào ngày 24 tháng 7

Sau nhiều tuần không hoạt động, vào ngày 13 tháng 7, một áp thấp nhiệt đới đã hình thành ở phía đông Việt Nam, được chỉ định là 03W. Ngay sau đó, nó đi vào Việt Nam, tan biến ngay sau đó. Vào ngày 19 tháng 7, JTWC đã ghi nhận hai nhiễu động nhiệt đới: một ở phía đông nam Manila và một ở phía đông Palau. Ngay sau đó, cả hai nhiễu động đều phát triển thành một vùng áp thấp, được PAGASA đặt tên. Vùng đầu tiên, phía tây Batangas, được đặt tên là Butchoy trong khi vùng thứ hai, phía đông Virac, được gọi là Carina. Sau đó trong ngày, JTWC cũng làm theo, chỉ định cả hai là vùng áp thấp, với Butchoy là 04W và Carina là 05W. Ngày hôm sau, nhiễu động cực đông, Carina được JMA đặt tên là Gaemi. Vào ngày 21 tháng 7, Butchoy cũng mạnh lên thành một cơn bão nhiệt đới, được JMA đặt tên là Prapiroon. Prapiroon di chuyển qua Biển Đông như một cơn bão nhiệt đới nhẹ trước khi đổ bộ vào Wanning, Hải Nam. Prapiroon di chuyển qua Vịnh Bắc Bộ, nơi nó tiếp tục mạnh lên thành một cơn bão nhiệt đới dữ dội. Vào sáng sớm ngày 23 tháng 7, Prapiroon đổ bộ lần thứ hai và cũng là lần cuối cùng vào Quảng Ninh, Việt Nam. Prapiroon suy yếu nhanh chóng khi di chuyển vào đất liền và tan vào ngày hôm sau.
Đang ở trong môi trường thuận lợi tại Biển Philippines, Gaemi tiếp tục mạnh lên thành một cơn bão nhiệt đới dữ dội khi di chuyển chậm về phía đông bắc. Sáng sớm hôm sau, JMA đã nâng cấp Gaemi thành bão cuồng phong, cơn bão thứ hai xảy ra trong mùa này. JTWC cũng làm theo và nâng cấp Gaemi thành bão cấp 1. Do nhiệt độ bề mặt biển ấm và gió đứt theo phương thẳng đứng thấp, vào ngày 24 tháng 7, Gaemi nhanh chóng mạnh lên thành bão cấp 4, với sức gió duy trì trong 10 phút là 165 km/h (105 mph), tương đương với một cơn bão rất mạnh theo JMA. Gaemi dừng lại và thực hiện một vòng lặp ngược chiều kim đồng hồ gần bờ biển, suy yếu nhẹ thành bão cấp 3. Qua đêm, Gaemi đổ bộ vào Hoa Liên, Đài Loan với cường độ đó. Các dãy núi của đất nước này đã xé toạc cấu trúc của cơn bão, khiến Gaemi suy yếu thêm thành bão cấp 2. Cơn bão tăng tốc qua hòn đảo và xuất hiện ở eo biển Đài Loan, sáu giờ sau khi đổ bộ. Ngày hôm sau, Gaemi đổ bộ lần cuối vào Xiuyu, Putian thuộc tỉnh Phúc Kiến với tư cách là một cơn bão nhiệt đới đang suy yếu. Di chuyển vào đất liền, cơn bão nhanh chóng suy yếu cho đến khi tan vào ngày 27 tháng 7.
Mặc dù Gaemi không bao giờ đổ bộ vào Philippines, nhưng độ ẩm của cơn bão sẽ làm tăng cường gió mùa tây nam. Lượng mưa lớn đã được cảm nhận ở Luzon và một số khu vực của Visayas, khiến mỗi khu vực bị ngập lụt.
Giai đoạn chính mùa

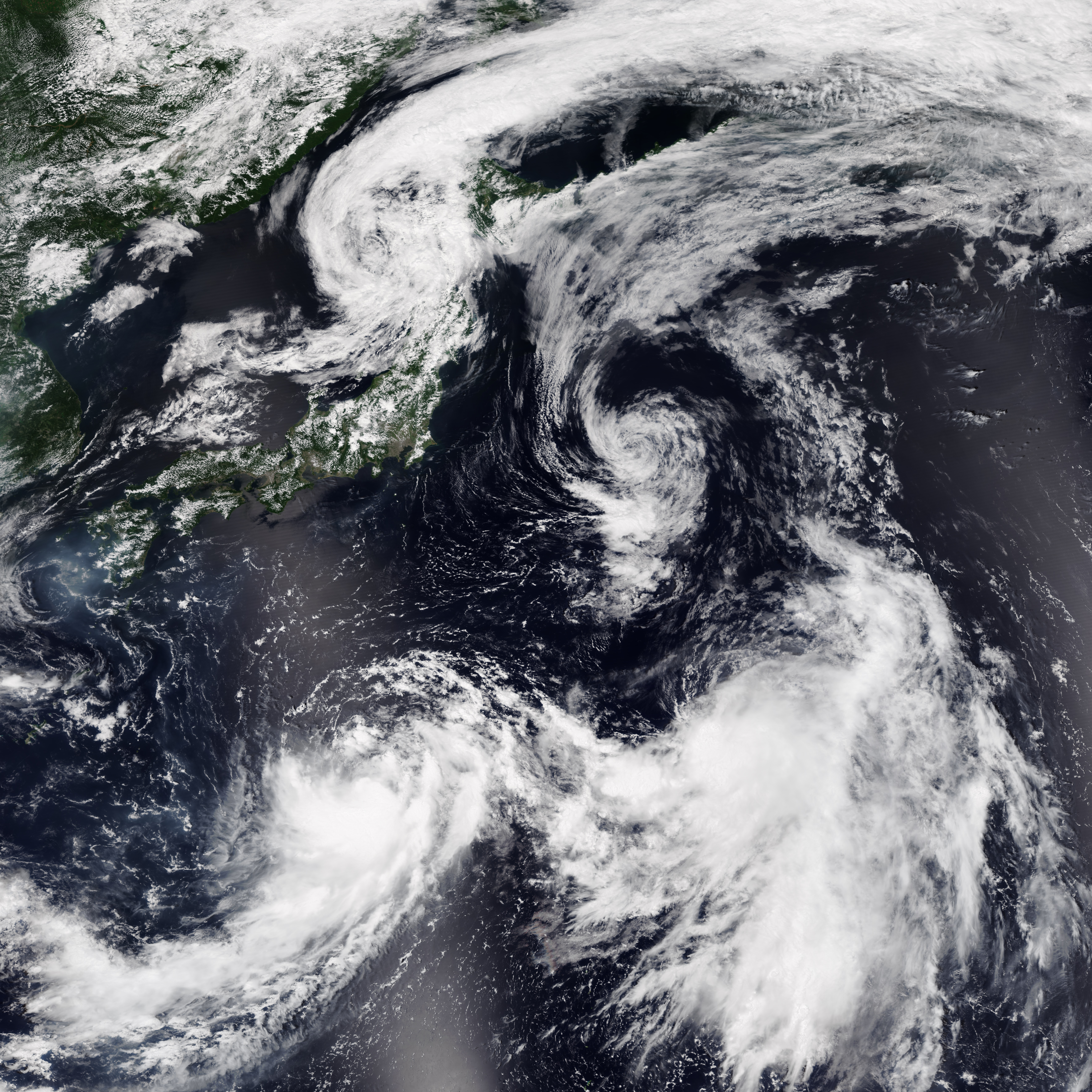
4 xoáy thuận nhiệt đới ngày 13/8: Maria (trên cùng bên trái); Ampil (dưới cùng bên trái); Son-Tinh (bên phải ở giữa); và 09W (dưới cùng bên phải; sau là Wukong).

Vào ngày 3 tháng 8, một vùng áp thấp phát triển ở phía đông Căn cứ Không quân Kadena. Vào lúc 00:00 UTC, JMA nhận ra nhiễu động này là một vùng áp thấp. Tuy nhiên, nó đã hạ cấp xuống mức thấp còn sót lại vào ngày 7 tháng 8. Sau đó, đối lưu di chuyển quanh co về phía nam Quần đảo Ryukyu trong vài ngày trước khi JMA phân loại lại nó một lần nữa thành một vùng áp thấp vào ngày 11 tháng 8. JMA đã ban hành cảnh báo gió lớn vào ngày hôm sau, với lý do rằng nó sẽ mạnh lên trong những ngày tiếp theo. JTWC sau đó cũng làm theo và nâng cấp thành một vùng áp thấp nhiệt đới, 08W. Vào ngày 13 tháng 8, vùng áp thấp đã trở thành một cơn bão nhiệt đới, được JMA đặt tên là Ampil. Ampil dần mạnh lên ở Thái Bình Dương, trở thành một cơn bão nhiệt đới dữ dội. JMA đã nâng cấp Ampil thành một cơn bão cuồng phong hai ngày sau đó và JTWC phân loại nó là một cơn bão tương đương cấp 2. Ngày hôm sau, nó mạnh lên thành một cơn bão tương đương cấp 4. Cơn bão đã đi qua ngay phía nam của Khu vực Tokyo mở rộng trước khi suy yếu và chuyển thành một xoáy thuận ngoại nhiệt đới.
Vào ngày 5 tháng 8, một vùng áp thấp đã hình thành ở quần đảo Bonin. Sự nhiễu động này nằm trong môi trường có độ đứt gió từ thấp đến trung bình và SST ấm. Sau đó, JTWC đã phân loại sự nhiễu động này thành một vùng áp thấp vào ngày hôm sau, đặt tên là 06W. Sáng sớm ngày 8 tháng 8, JMA đã nâng cấp vùng áp thấp thành một cơn bão, đặt tên là Maria. Cơn bão tiếp tục mạnh lên thành một cơn bão nhiệt đới dữ dội vào cùng ngày. Cùng lúc đó, JTWC báo cáo rằng Maria đã nhanh chóng mạnh lên thành một cơn bão do dòng chảy mạnh về phía xích đạo và cực. Tuy nhiên, vào ngày 9 tháng 8, Maria suy yếu thành một cơn bão nhiệt đới khi nó di chuyển về phía đông bắc. Vào ngày 10 tháng 8, một vùng áp thấp khác đã hình thành ngay phía đông nam của Maria. JTWC sẽ phân loại sự nhiễu động này là một vùng áp thấp cận nhiệt đới trong bản tin tiếp theo của họ. Mặc dù nằm trong môi trường cận biên và độ đứt gió cao, JMA đã nâng cấp thành một cơn bão nhiệt đới, đặt tên là Sơn Tinh. Ngày hôm sau, JTWC thông báo rằng Sơn Tinh đã trở thành nhiệt đới, đặt tên là 07W. Sơn Tinh suy yếu trở lại thành áp thấp nhiệt đới trước khi tan vào ngày 14 tháng 8.
Sáng ngày 12 tháng 8, Maria đổ bộ vào tỉnh Iwate dưới dạng bão nhiệt đới, mang theo gió mạnh và mưa lớn ở miền bắc Nhật Bản. Sau đó, Maria suy yếu thành áp thấp nhiệt đới sau khi di chuyển vào đất liền. Cơn bão đi vào qua Biển Nhật Bản, suy yếu hơn nữa vào ngày hôm sau. JTWC đã ban hành cảnh báo cuối cùng sau khi Maria được ghi nhận lần cuối ở phía tây-tây bắc Misawa, Nhật Bản. JMA tiếp tục theo dõi như một áp thấp nhiệt đới trước khi họ ban hành cảnh báo cuối cùng vào lúc 04:15 UTC.
Hoạt động trở nên tích cực hơn khi một vùng đối lưu hình thành vào ngày 12 tháng 8 gần phía tây nam của cơn bão Sơn Tinh gần đó. JMA sẽ ngay lập tức nhận ra nhiễu động này là áp thấp nhiệt đới. Ngày hôm sau, JTWC đã đưa ra định danh của áp thấp nhiệt đới, đó là Áp thấp nhiệt đới 09W. Cũng giống như Ampil, vào ngày 13 tháng 8, 09W đã mạnh lên thành bão nhiệt đới, đạt được tên gọi Wukong từ JMA. Wukong tồn tại trong thời gian ngắn do đỉnh mây kém tổ chức. JTWC đã đưa ra cảnh báo cuối cùng về Wukong khi nó di chuyển qua vùng nước lạnh hơn và tan vào ngày 15 tháng 8.
Vào ngày 17 tháng 8, JMA đã công nhận một áp thấp nhiệt đới hình thành ở phía đông Đài Loan. Ngày hôm sau, PAGASA tuyên bố hệ thống này là áp thấp nhiệt đới, đặt tên là Dindo. Áp thấp được đặt tên là Jongdari ba giờ sau khi hình thành. JTWC sau đó cũng làm theo và nâng cấp thành bão nhiệt đới, với tên gọi là 10W. Tuy nhiên, nó không tồn tại lâu và suy yếu thành áp thấp khi tiến gần Bán đảo Triều Tiên. Vào ngày 21 tháng 8, JMA và JTWC báo cáo rằng Jongdari đã tan khi trung tâm hoàn lưu tầng thấp của nó mờ dần khi di chuyển trên đất liền, sau khi Jongdari, một vùng áp thấp hình thành ở Quần đảo Bắc Mariana vào cùng ngày. Hệ thống này mạnh lên thành bão nhiệt đới vào ngày hôm sau và JMA đã chọn tên là Shanshan. JTWC đã đặt tên là 11W cho Shanshan.
Shanshan sau đó mạnh lên thành bão cấp 1. Nó vẫn duy trì cường độ đó khi chiến đấu với gió đứt. Khi tiến gần đến quần đảo Amami, nó mạnh lên thành bão cấp 4. Sự tiếp cận của cơn bão đã khiến tỉnh Kagoshima phải ban hành hệ thống cảnh báo đặc biệt, lần đầu tiên được ban hành tại khu vực này kể từ Nanmadol năm 2022. Vào khoảng 08:00 JST ngày 29 tháng 8, Shanshan đổ bộ gần Satsumasendai, trở thành xoáy thuận nhiệt đới thứ ba tác động đến đất liền Nhật Bản trong mùa này. Xói mòn nhanh sau đó xảy ra khi nó di chuyển về phía đông vào đất liền. Shanshan hướng đến Biển nội địa Seto trước khi đổ bộ vào Shikoku vào ngày hôm sau. Đối lưu của Shanshan bắt đầu mất tổ chức, khiến nó suy yếu thành một vùng áp thấp còn sót lại. Tuy nhiên, nó đã lấy lại thành một vùng áp thấp khi di chuyển về phía đông đông nam qua vùng biển rộng. JMA tiếp tục theo dõi Shanshan cho đến khi nó tan vào ngày 1 tháng 9.
Vào cuối tháng 8, một nhiễu động nhiệt đới hình thành gần Palau. Cùng ngày, JMA bắt đầu ban hành các khuyến cáo về hệ thống này như một vùng áp thấp. Khi nó đi vào Khu vực trách nhiệm của Philippines (PAR), cơ quan này đã đặt tên cho nó là Enteng vào ngày đầu tiên của tháng 9. JTWC cũng làm theo và được phân loại là một vùng áp thấp, với tên gọi là 12W. Vào lúc 21:00 JST (13:00 UTC), JMA đã phát triển thành một cơn bão nhiệt đới, đặt tên cho hệ thống là Yagi. Cơn bão đổ bộ lần đầu tiên vào Casiguran thuộc tỉnh Aurora. Địa hình đồi núi của Cordillera Central đã khiến Yagi suy yếu khi di chuyển vào đất liền. Nó rời PAR vào đầu ngày 4 tháng 9 khi tiếp tục mạnh lên ở Biển Đông.

Bão Yagi đổ bộ đảo Hải Nam ngày 6/9

Sau đó, Yagi mạnh lên thành bão cuồng phong do các điều kiện môi trường rất thuận lợi. Ngày hôm sau, nó nhanh chóng mạnh lên, phát triển một mắt bão riêng biệt và đạt trạng thái siêu bão tương đương cấp 5 trong thời gian ngắn khi tiến đến Hải Nam. Toàn bộ hệ thống mây của Yagi bao phủ toàn bộ Biển Đông. Mặc dù Yagi đã suy yếu đôi chút, nhưng nó đã đổ bộ lần thứ hai vào thành phố Văn Xương ở Hải Nam. Sau đó, cơn bão di chuyển qua Hải Khẩu, Trung Quốc và tiếp tục đổ bộ vào huyện Từ Văn, Quảng Đông. Sau đó, Yagi đi vào vùng biển ngoài khơi của Vịnh Bắc Bộ.
Yagi trở thành một trong bốn cơn bão cấp 5 duy nhất được ghi nhận ở Biển Đông, cùng với Pamela (1954), Rammasun (2014) và Rai (2021). Nó cũng đánh dấu cơn bão mạnh nhất tấn công Hải Nam vào mùa thu kể từ cơn bão Rammasun năm 2014. Vào ngày 7 tháng 9, Yagi đã trải qua một thời gian tái tổ chức và lấy lại trạng thái cấp 4 trước khi đổ bộ vào đất liền giữa Hải Phòng và Quảng Ninh ở Việt Nam. Khi đổ bộ, Yagi trở thành cơn bão mạnh nhất ảnh hưởng đến miền Bắc Việt Nam. Sau đó, cơn bão suy yếu nhanh chóng thành một vùng áp thấp còn sót lại khi di chuyển vào đất liền, tan vào ngày 8 tháng 9. Ngay cả sau khi tan, nó vẫn tàn phá, gây ra lũ lụt lớn cho Myanmar, Lào và Thái Lan.
Trong khi Yagi đang trên đường đổ bộ vào Philippines, JTWC đã thông báo về một sự hình thành khác của một nhiễu động nhiệt đới ở Thái Bình Dương vào ngày 2 tháng 9. JMA cũng bắt đầu ban hành các khuyến cáo và nó được công nhận là một áp thấp nhiệt đới tại cùng một vị trí. Hai ngày sau, khi JTWC nâng cấp nó thành áp thấp, nó được chỉ định là 13W. Một ngày sau, JMA báo cáo rằng 13W đã phát triển thành một cơn bão nhiệt đới, đặt tên là Leepi là cơn bão được đặt tên thứ mười hai của mùa này. Leepi sau đó tăng tốc về phía đông bắc trước khi trở thành một xoáy thuận ngoại nhiệt đới vào ngày 6 tháng 9.
Vào ngày 9 tháng 9, một áp thấp nhiệt đới đã hình thành trên Quần đảo Micronesia. Ngày hôm sau, JTWC chỉ định nó là 14W. Khi di chuyển qua Guam, 14W mạnh lên thành một cơn bão nhiệt đới và được JMA đặt tên là Bebinca. Mặc dù gặp phải không khí khô, Bebinca đã mạnh lên khi bắt đầu di chuyển về phía tây bắc. Vào lúc 18:00 PHT ngày 13 tháng 9, Bebinca đã đi vào Khu vực trách nhiệm của Philippines và được PAGASA đặt tên là Ferdie. Bebinca sau đó mạnh lên thành bão nhỏ vào ngày hôm sau. Vào ngày 16 tháng 9, Bebinca đổ bộ vào Thành phố mới Lingang ở Thượng Hải, Trung Quốc với tư cách là cơn bão cấp 1 đang suy yếu và trở thành cơn bão mạnh nhất tấn công Thượng Hải kể từ cơn bão Gloria năm 1949.
Khi Bebinca di chuyển về phía đông Trung Quốc, hai áp thấp nhiệt đới đã hình thành ở Thái Bình Dương vào ngày 15 tháng 9—một gần Guam và một trong Khu vực trách nhiệm của Philippines (PAR). JTWC đã chỉ định áp thấp nhiệt đới gần Guam là 15W. Nó nhanh chóng mạnh lên thành bão nhiệt đới và được JMA đặt tên là Pulasan. Áp thấp nhiệt đới PAR được PAGASA đặt tên là Gener. Vào lúc 02:00 PHT ngày hôm sau, Gener đã đổ bộ vào Palanan, Isabela. Cơn bão tiếp tục di chuyển về phía tây qua Bắc Luzon, duy trì sức mạnh của nó như một áp thấp nhiệt đới. Trong khi đó, Pulasan đã đi vào PAR trong thời gian ngắn lúc 18:30 PHT (10:30 UTC) và được đặt tên là Helen. Vào ngày 18 tháng 9, hai nhiễu động ở Biển Đông gần 98W và 99W dự kiến sẽ hợp nhất và mạnh lên ở 98W, gần Việt Nam hơn. Ngay sau đó, Gener đã được JTWC nâng cấp thành áp thấp nhiệt đới, được chỉ định là 16W. Vào ngày 19 tháng 9, 16W đã được JMA nâng cấp thành bão nhiệt đới và đặt tên là Soulik. Soulik đã đổ bộ vào huyện Vĩnh Linh, Quảng Trị, Việt Nam. Trong khi đó, Pulasan cũng đã đổ bộ vào Chu Sơn, Trung Quốc, tương tự như nơi Bebinca đã đổ bộ vào ba ngày trước đó. Sau đó, nó đã đổ bộ lần thứ hai vào Thượng Hải, đánh dấu lần đầu tiên kể từ khi có hồ sơ khí tượng đáng tin cậy, hai cơn bão đổ bộ vào Thượng Hải chỉ cách nhau hai ngày.
Vào ngày 20 tháng 9, một vùng áp thấp hình thành trên Bắc Luzon. Sau đó, JTWC chỉ định nhiễu động này là Invest 90W khi nó hình thành. Nằm bên trong PAR, PAGASA đã khởi xướng các khuyến cáo và đặt tên cho hệ thống là Igme. JTWC nhanh chóng nâng cấp nó thành áp thấp nhiệt đới, chỉ định nó là 17W. Sau đó, Igme cong về phía tây nam, đi qua gần Đài Loan. Sau đó, cơn bão tan vào ngày 22 tháng 9 sau khi tương tác địa hình và gió đứt thẳng đứng cao đã làm suy yếu đáng kể hệ thống.
Tiếp theo, vào ngày 24 tháng 9, một áp thấp nhiệt đới hình thành ở Thái Bình Dương phía nam Nhật Bản. Ngày hôm đó, JTWC chỉ định hệ thống là 18W. Ngày hôm sau, JMA nâng cấp áp thấp này thành bão nhiệt đới, được đặt tên là Cimaron. Cơn bão di chuyển về phía tây nam, duy trì cường độ của nó. Khi di chuyển về phía tây, Cimaron suy yếu thành áp thấp nhiệt đới vì môi trường bất lợi cản trở bất kỳ sự tăng cường nào. Sau đó, Cimaron tan vào ngày 27 tháng 9. Ngay sau đó cùng ngày, một vùng áp thấp khác hình thành gần Quần đảo Bắc Mariana. Mặc dù ở trong môi trường cận biên, nhiễu động này đã được tổ chức và được JTWC chỉ định là 19W. Vào ngày 27 tháng 9, JMA đã nâng cấp 19W thành bão nhiệt đới, đặt tên là Jebi. Lúc đầu, Jebi gặp khó khăn trong việc tổ chức do sự hiện diện của gió đứt ở tầng thấp vừa phải, khiến Jebi bị hạ cấp thành áp thấp. Tuy nhiên, Jebi đã phát triển trở lại thành bão nhiệt đới sau đó. Cơn bão tiếp tục tổ chức cho đến khi nó mạnh lên thành bão cấp 1 theo JTWC, trong khi JMA chỉ đạt cường độ của một cơn bão nhiệt đới nghiêm trọng. Sau đó, Jebi chuyển thành xoáy thuận ngoại nhiệt đới, khiến cả hai cơ quan phải ban hành cảnh báo cuối cùng vào ngày 2 tháng 10.
Ngay sau khi Cimaron suy yếu thành áp thấp, một vùng áp thấp đã hình thành ở Biển Philippines gần cực Bắc Luzon vào ngày 26 tháng 9, PAGASA đã ban hành bản tin về nhiễu động này và được đặt tên là Julian khi nó phát triển thành áp thấp. Ngày hôm sau, JTWC chỉ định Julian là 20W, nâng cấp thành áp thấp nhiệt đới. Vào ngày 28 tháng 9, JMA đã nâng cấp 20W thành một cơn bão nhiệt đới, đặt tên là Krathon, một tên thay thế cho Mangkhut. Sau đó, nó mạnh lên thành bão cấp 1, hướng đến Sabtang, Batanes. Ngay sau đó, cơn bão bắt đầu tăng cường nhanh chóng và trong hai ngày, hệ thống đạt cường độ cực đại tương đương với siêu bão cấp 4. Vào ngày 3 tháng 10, Krathon đã đổ bộ vào Quận Siaogang ở Cao Hùng, Đài Loan. Cơn bão đã trở thành cơn bão đầu tiên đổ bộ vào vùng đồng bằng phía tây đông dân của Đài Loan kể từ cơn bão Thelma năm 1977. Cơn bão suy yếu khi di chuyển vào đất liền, đánh dấu lần đầu tiên nó xảy ra ở Đài Loan kể từ cơn bão nhiệt đới Trami năm 2001. JMA tiếp tục theo dõi hệ thống này đến Biển Đông trước khi tan vào ngày 4 tháng 10.
Giai đoạn cuối mùa
Vào ngày 5 tháng 10, một áp thấp nhiệt đới hình thành gần Guam. Ngày hôm sau, JTWC chỉ định nó là 21W. Mặc dù di chuyển qua vùng nước ấm, nhưng gió đứt mạnh đã cản trở mọi sự phát triển tiếp theo, khiến nó suy yếu trở lại thành áp thấp. Vào ngày 8 tháng 10, JTWC đã ban hành cảnh báo cuối cùng, với sự tan biến dự kiến trong 12 giờ tới. Ngày hôm sau, 21W mạnh lên thành bão nhiệt đới, được JMA đặt tên là Barijat. Vào cuối ngày, JTWC đã ban hành lại các khuyến cáo về Barijat và mạnh lên thành bão nhiệt đới. Tuy nhiên, sau đó cả hai cơ quan đã đưa ra cảnh báo cuối cùng của họ lần cuối khi cơn bão tan vào ngày 11 tháng 10.

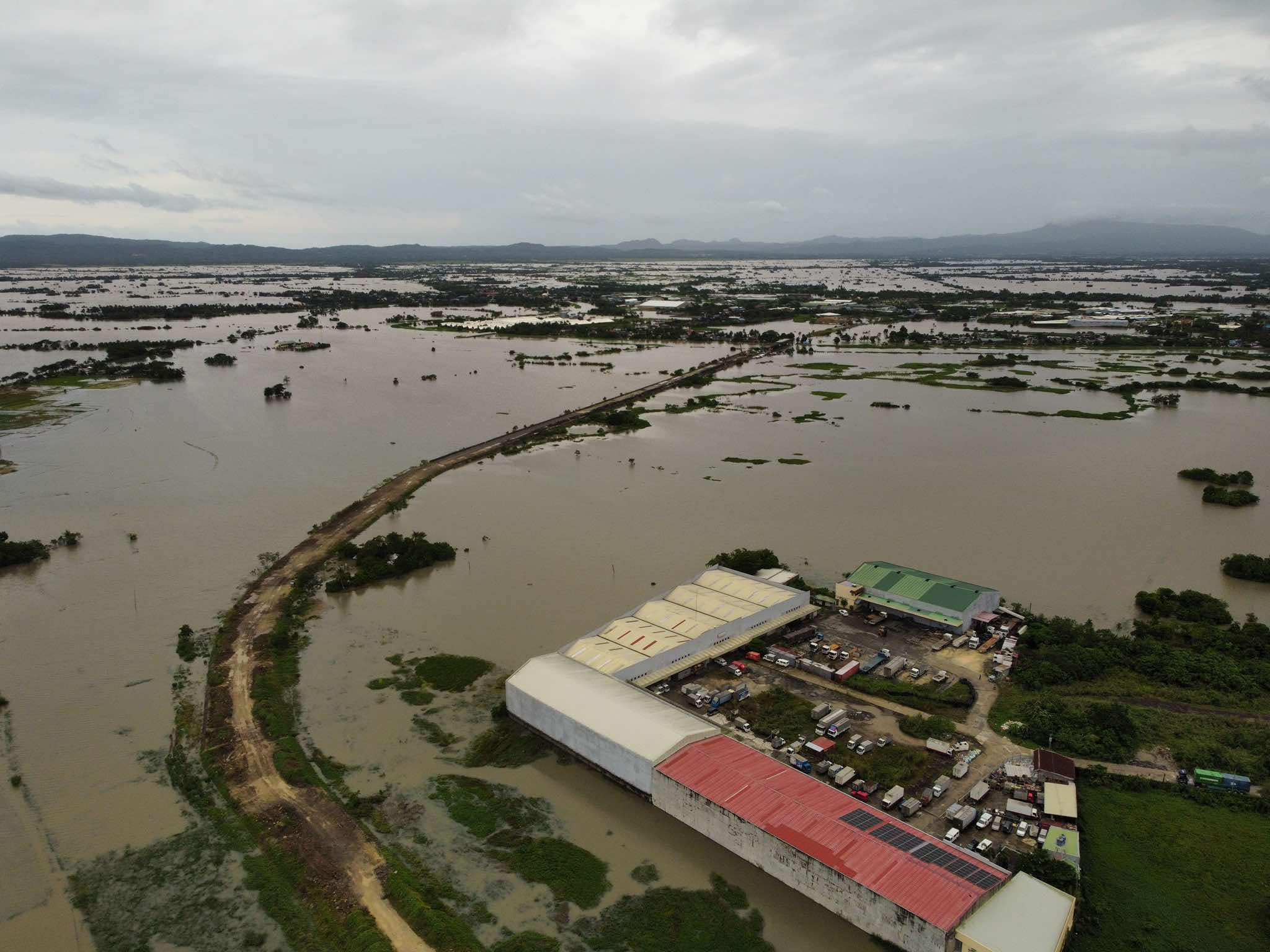
Cánh đồng lúa ngập lụt ở Camarines Sur sau cơn bão Trami.

Vào ngày 19 tháng 10, một áp thấp nhiệt đới hình thành gần Yap. Ngày hôm sau, JTWC chỉ định nó là 22W, công nhận là áp thấp nhiệt đới. Sau đó, nó di chuyển vào PAR và được PAGASA đặt tên là Kristine. Ngay sau đó, JMA đã nâng cấp nó lên trạng thái bão nhiệt đới và được đặt tên là Trami. Nhiều khu vực của Philippines đã được ban hành tín hiệu bão gió trước khi nó tiếp cận đất nước. Vào ngày 23 tháng 10, Trami sau đó mạnh lên thành một cơn bão nhiệt đới dữ dội, khiến một số khu vực phía bắc và trung tâm Luzon nâng cấp lên Tín hiệu gió xoáy nhiệt đới số 3. Vào lúc 04:30 UTC ngày hôm sau, Trami đổ bộ vào tỉnh Divilacan, Isabela. Ngày hôm sau, Trami nổi lên trên vùng biển ven bờ phía nam Ilocos Sur, để lại tàn tích của một trung tâm hoàn lưu trên Bắc Luzon. Điều này khiến nhiều khu vực trong nước có mưa xối xả với gió giật mạnh trong suốt cả ngày.
Trami tiếp tục băng qua Biển Đông, duy trì sức mạnh của một cơn bão nhiệt đới dữ dội. Sau đó, Trami gặp phải gió đứt thẳng đứng mạnh ở phía đông khi nó tiếp cận bờ biển Việt Nam. Sau đó, cơn bão đổ bộ vào Huế và Đà Nẵng vào lúc 10 giờ sáng giờ địa phương ngày 27 tháng 10. Sau đó, Trami di chuyển về phía tây nam do luồng lái yếu trước khi quay đầu chữ U qua các vùng ven biển của Việt Nam. Trami sau đó suy yếu thành vùng áp thấp trước khi các cơ quan đưa ra cảnh báo cuối cùng vào ngày 29 tháng 10.
Khi Trami đi qua Cordilleras, một nhiễu động nhiệt đới khác hình thành ở phía đông nam Guam vào ngày 24 tháng 10. JMA bắt đầu theo dõi hệ thống sau đó như một áp thấp nhiệt đới, với cảnh báo gió lớn cũng được ban hành. Ngày hôm sau, JMA nâng cấp nhiễu động này thành bão nhiệt đới, đặt tên là Kong-rey. Vì một nhiễu động khác hình thành là Invest 99W ở phía bắc, JTWC đã hủy cảnh báo ở phía nam, được chỉ định là 98W và ban hành Kong-rey ở 99W, nằm ở phía bắc. Kong-rey sau đó được JTWC chỉ định là Áp thấp nhiệt đới 23W. Cơn bão đi vào PAR, được đặt tên địa phương là Leon. Vào ngày 29 tháng 10, Kong-rey bắt đầu tăng cường nhanh chóng và trở thành siêu bão cấp 4 vào ngày hôm sau. Với điều đó, Kong-rey đạt được cường độ cực đại là sức gió duy trì trong 1 phút là 240 km/h (150 mph) và áp suất trung tâm là 925 hPa (27,32 inHg).
Ngay sau khi đạt cường độ cực đại, Kong-rey bắt đầu yếu đi một chút khi trải qua chu kỳ thay thế thành mắt bão di chuyển về phía tây bắc. Sau đó, cơn bão đổ bộ lịch sử vào Chenggong, Đài Đông ở Đài Loan, đánh dấu cơn bão lớn đầu tiên đổ bộ vào đất liền sau giữa tháng 10 và là cơn bão lớn nhất đổ bộ kể từ cơn bão Herb năm 1996. Kong-rey sau đó tái xuất qua eo biển Đài Loan với cấu trúc đối lưu suy yếu xung quanh tâm bão. Kong-rey suy yếu và chuyển thành xoáy thuận ngoại nhiệt đới trên Sasebo, Nhật Bản, khiến cả hai cơ quan phải ngừng ban hành cảnh báo vào ngày 1 tháng 11.

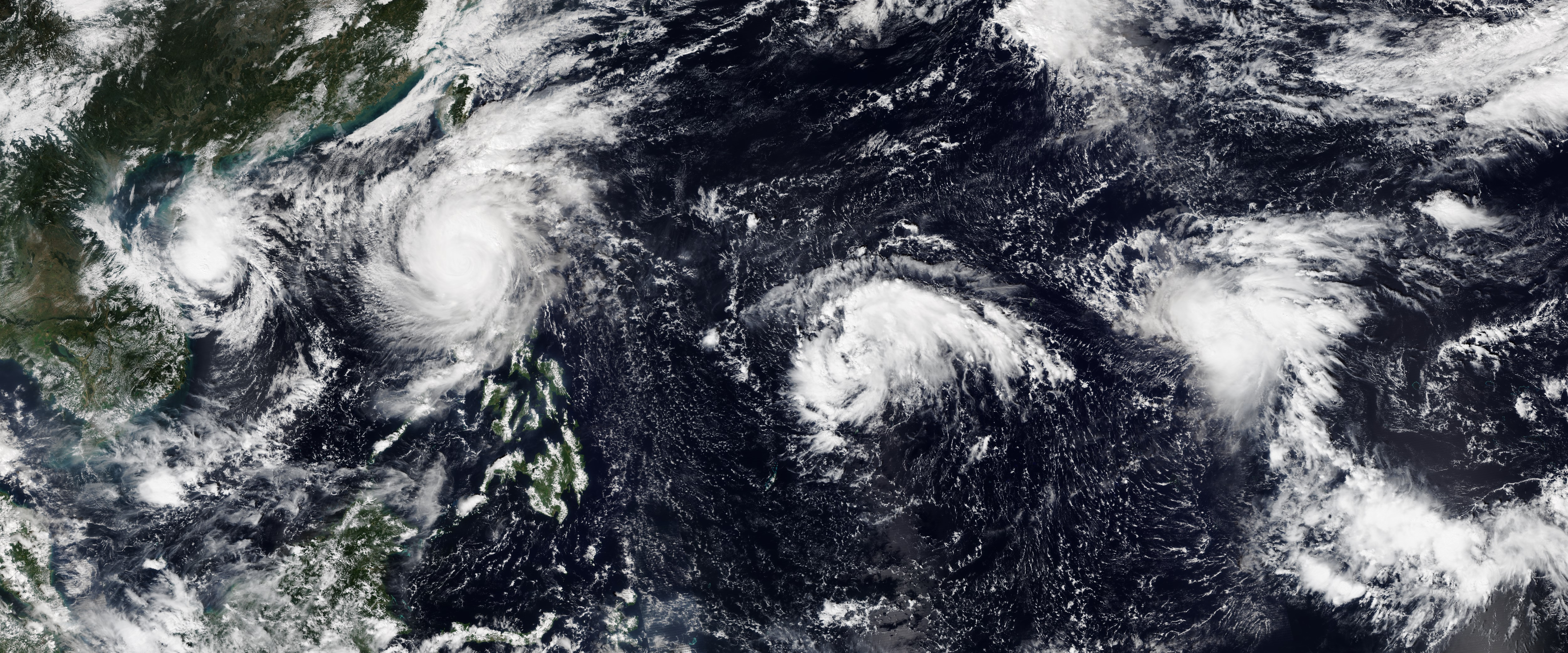
Bốn xoáy thuận nhiệt đới hoạt động vào ngày 11 tháng 11: Bão Yinxing [Marce] (ngoài cùng bên trái); Bão Toraji [Nika] (giữa bên trái); 27W [khi mạnh lên thành Usagi (Ofel)] (giữa bên phải); và Bão Man-yi [Pepito] (ngoài cùng bên phải).

Ngay sau khi Kong-rey chuyển thành xoáy thuận hậu nhiệt đới, một vùng áp thấp đã hình thành gần Palau vào ngày 1 tháng 11. Tuy nhiên, JTWC đã ngừng ban hành các khuyến cáo vì các điều kiện bất lợi đã cản trở sự phát triển. Hai ngày sau, JTWC đã ban hành lại các khuyến cáo khi các dấu hiệu tổ chức của nhiễu động tiếp tục hình thành. Vào lúc 14:00 UTC, JTWC cùng với JMA đã nâng cấp hệ thống lên áp thấp nhiệt đới, chỉ định cho nó tên gọi là Áp thấp nhiệt đới 24W. Sau đó vào lúc 18:00 UTC ngày 3 tháng 11, 24W mạnh lên thành bão nhiệt đới, được JMA đặt tên là Yinxing. Yinxing sẽ đi vào Khu vực trách nhiệm của Philippines, được PAGASA đặt tên là Marce. Cơn bão sẽ tiếp tục mạnh lên trên Biển Philippines cho đến khi các cơ quan được nhắc nhở phân loại là bão vào ngày hôm sau. Sau đó, nó đạt cường độ cực đại của một cơn bão cấp 4, với sức gió duy trì trong 1 phút là 230 km/h (145 mph) và áp suất trung tâm là 940 hPa (27,76 inHg). Vào khoảng 3:40 chiều PHT (07:40 UTC) ngày 7 tháng 11, Yinxing đổ bộ vào Santa Ana, Cagayan. Sau khi băng qua Kênh Babuyan, cơn bão đã đổ bộ lần thứ hai vào Sanchez Mira, Cagayan. Yinxing suy yếu một chút thành bão cấp 2 sau khi đổ bộ, nhưng cuối cùng đã lấy lại thành bão cấp 3 khi nó tái xuất hiện qua Biển Đông.
Vào ngày 8 tháng 11, một nhiễu động nhiệt đới hình thành ở phía đông Nam Luzon. Nhiễu động này đang di chuyển về phía tây khi nó tiếp tục tự tổ chức trong một môi trường thuận lợi. Vào lúc 8:00 sáng PHT (00:30 UTC) ngày hôm sau, nó đã đi vào Khu vực trách nhiệm của Philippines (PAR), nơi nó được PAGASA đặt tên là Nika. Không lâu sau khi Nika hình thành, một vùng áp thấp khác hình thành gần Quần đảo Marshall vào ngày hôm sau, được chỉ định là Invest 93W. Áp thấp này cũng nằm trong một sự phát triển thuận lợi và độ đứt gió theo phương thẳng đứng thấp, gây ra việc ban hành TCFA liên quan đến nhiễu động. Vài giờ sau, 93W trở thành áp thấp nhiệt đới, đưa ra mã định danh là 25W. JTWC cũng nâng cấp Nika thành áp thấp, được chỉ định là 26W.

Bão Man-yi đổ bộ vào Panganiban, Catanduanes vào ngày 16 tháng 11

Cuối ngày hôm đó, cả hai áp thấp đều mạnh lên thành bão nhiệt đới và được JMA đặt tên là Toraji theo 26W và Man-yi theo 25W. Vào ngày 10 tháng 11, JMA tiếp tục tăng cường thành bão nhiệt đới nghiêm trọng, trong khi JTWC tự động nâng cấp hệ thống này thành bão cấp 1 khi các dải ngoài của hệ thống tiếp tục thắt chặt. Sau đó, JMA cũng làm theo và cấp cho Toraji tăng cường thành bão tối thiểu trước khi nó tấn công tỉnh Dilasag, Aurora. Sau đó, nó xuất hiện trên Biển Đông, ngay ngoài khơi bờ biển Magsingal, Ilocos Sur, với hình ảnh vệ tinh cho thấy một hoàn lưu tầng thấp khép chặt. Khi nó di chuyển về phía tây bắc, một mảng nhỏ đối lưu sâu phát triển trên phần phía bắc của một hoàn lưu tầng thấp lộ ra một phần, dẫn đến hệ thống suy yếu thành một cơn bão nhiệt đới vào ngày 11 tháng 11.
Trong khi đó, vào ngày 9 tháng 11, một vùng áp thấp nhiệt đới hình thành gần Micronesia. Ngày hôm sau, JMA đã ban hành cảnh báo về hệ thống này. Vào ngày 11 tháng 11, JTWC đã nâng cấp nó thành một vùng áp thấp nhiệt đới, chỉ định nó là 27W. Vào sáng sớm ngày hôm sau, 27W mạnh lên thành một cơn bão nhiệt đới, khiến JMA đặt tên cho nó là Usagi. Đây là lần đầu tiên trong lưu vực này kể từ khi có các hồ sơ khí tượng đáng tin cậy, bốn hệ thống hoạt động tồn tại cùng một lúc vào tháng 11. Trong khi đó, Usagi đã đi vào Khu vực trách nhiệm của Philippines (PAR), được PAGASA đặt tên là Ofel. Usagi tiếp tục mạnh lên cho đến khi nó trải qua quá trình tăng cường nhanh chóng, khiến nó nâng cấp thành siêu bão cấp 4 vào ngày 14 tháng 11. Vào lúc 1:30 chiều PHT (05:30 UTC) cùng ngày, cơn bão đổ bộ vào Baggao, Cagayan. Usagi sau đó suy yếu khi mắt bão bắt đầu biến mất sau khi tương tác với đất liền với các ngọn núi.
Trong khi đó, sau khi Man-yi duy trì sức mạnh của một cơn bão nhiệt đới trong năm ngày, JMA đã nâng cấp cơn bão thành một cơn bão nhiệt đới dữ dội khi nó di chuyển vào một môi trường thuận lợi hơn. Vào lúc 20:00 PHT (12:00 UTC) ngày 14 tháng 11, Man-yi đã đi vào PAR trong thời gian ngắn, được PAGASA đặt tên là Pepito. Đầu ngày 16 tháng 11, Man-yi đạt đỉnh là một siêu bão, với sức gió duy trì tối đa trong 1 phút ước tính là 260 km/h (160 mph) và áp suất trung tâm là 920 hPa (27,17 inHg). Vào lúc 9:40 PM PHT (05:40 UTC) cùng ngày, Man-yi đổ bộ lần đầu tiên vào tỉnh Panganiban, Catanduanes, mang theo gió mạnh và mưa lớn trên khắp khu vực. Ngày hôm sau, Man-yi đổ bộ lần thứ hai vào Dipaculao, Aurora, trên đảo Luzon vào khoảng 3:20 PM PHT (07:20 UTC). Dãy núi Sierra Madre khiến mắt bão khép lại khi nó di chuyển nhanh vào đất liền. Man-yi sau đó tăng tốc về phía tây bắc qua Biển Đông, suy yếu thành một cơn bão nhiệt đới dữ dội. Sau đó, nó tiếp tục suy yếu khi di chuyển qua gió đứt thẳng đứng tăng. JTWC đã ban hành cảnh báo cuối cùng về Man-yi vào ngày 19 tháng 11 khi hệ thống suy yếu thành áp thấp nhiệt đới, trong khi JMA tiếp tục theo dõi nó cho đến khi ghi nhận lần cuối vào lúc 06:00 UTC vào ngày hôm sau.
Sau nhiều tuần không hoạt động, vào ngày 17 tháng 12, một vùng áp thấp đã hình thành ở phía đông nam Mindanao. Ngày hôm sau, nhiễu động đi vào PAR, nơi nó trở thành một vùng áp thấp. Sau đó, PAGASA đặt tên địa phương là Querubin, tên thay thế cho Quinta. Mặc dù trong một môi trường thuận lợi, Querubin vẫn phải vật lộn để tự tổ chức do chuyển động của nó, cố gắng di chuyển sát vào đất liền, cản trở sự phát triển. Với JTWC, TCFA đã được ban hành hai lần, với lý do khả năng phát triển cao, tuy nhiên, khi nó đi qua giữa Visayas và Mindanao, PAGASA đã ban hành cảnh báo cuối cùng cho Querubin vào ngày 18 tháng 12 khi nó hạ cấp thành một nhiễu động. JTWC tiếp tục theo dõi Querubin mặc dù đã bị hạ cấp xuống vùng đối lưu nhiệt đới mức thấp, nhưng cuối cùng đã ngừng phát bản tin vào ngày hôm sau.
Vào ngày 20 tháng 12, một nhiễu động nhiệt đới đã phát triển ở phía đông bắc Malaysia, được chỉ định là 98W. Khu vực áp thấp đã mang lại điều kiện gió giật cho Sarawak, Sabah và Brunei trong suốt quá trình hình thành. Ngày hôm sau, JTWC đã ban hành cảnh báo TCFA, với lý do khả năng phát triển cao. Tuy nhiên, một nhiễu động khác, được chỉ định là 99W cũng xuất hiện trong lưu vực. Điều này khiến JTWC hạ cấp 98W xuống mức có khả năng thấp và thay vào đó đưa ra bản tin ở mức 99W. Mặc dù không có mặt bên trong PAR, PAGASA đã đặt tên cho nhiễu động là Romina vì nó đe dọa Quần đảo Kalayaan. JTWC sau đó đã chỉ định Romina là ATNĐ 28W. Ngày 23/12, JMA đã nâng cấp 28W thành bão nhiệt đới, đặt tên là Pabuk.

#### Trên biển Đông và đất liền Việt Nam
Kể từ năm 2021, phân loại bão và áp thấp nhiệt đới ở Việt Nam được thực hiện Quyết định số 18/QĐ-TTg của Thủ tướng Chính phủ, ban hành ngày 22 tháng 4 năm 2021. Theo đó bão và áp thấp nhiệt đới ở Việt Nam gồm 05 cấp: Áp thấp nhiệt đới (cấp 6-7), Bão (bão thường, cấp 8-9), Bão mạnh (cấp 10-11), Bão rất mạnh (cấp 12-15), Siêu bão (từ cấp 16 trở lên). Cũng theo quyết định này, Trung tâm Dự báo Khí tượng Thủy văn Quốc gia dùng thang sức gió Beaufort mở rộng đến cấp 17 để đánh giá tốc độ gió bão và Việt Nam xác định sức gió mạnh nhất trong xoáy thuận nhiệt đới được tính trung bình trong 2 phút.
| Phân loại                  | Số lượng bão và ATNĐ theo tháng | Số lượng bão và ATNĐ theo tháng | Số lượng bão và ATNĐ theo tháng | Số lượng bão và ATNĐ theo tháng | Số lượng bão và ATNĐ theo tháng | Số lượng bão và ATNĐ theo tháng | Số lượng bão và ATNĐ theo tháng | Số lượng bão và ATNĐ theo tháng | Tổng |
| Phân loại                  | Tháng 5                         | Tháng 6                         | Tháng 7                         | Tháng 8                         | Tháng 9                         | Tháng 10                        | Tháng 11                        | Tháng 12                        | Tổng |
| -------------------------- | ------------------------------- | ------------------------------- | ------------------------------- | ------------------------------- | ------------------------------- | ------------------------------- | ------------------------------- | ------------------------------- | ---- |
| ATNĐ (cấp 6-7)             | 0                               | 0                               | 1                               | 0                               | 0                               | 0                               | 0                               | 0                               | 1    |
| Bão (bão thường) (cấp 8-9) | 1                               | 0                               | 0                               | 0                               | 1                               | 0                               | 0                               | 1                               | 3    |
| Bão mạnh (cấp 10-11)       | 0                               | 0                               | 1                               | 0                               | 0                               | 1                               | 1                               | 0                               | 3    |
| Bão rất mạnh (cấp 12-15)   | 0                               | 0                               | 0                               | 0                               | 0                               | 0                               | 2                               | 0                               | 2    |
| Siêu bão (≥ cấp 16)        | 0                               | 0                               | 0                               | 0                               | 1                               | 1                               | 0                               | 0                               | 2    |
| Tổng                       | 1                               | 0                               | 2                               | 0                               | 2                               | 2                               | 3                               | 1                               | 11   |

| Bão số       | Tên quốc tế | Khu vực đổ bộ                           | Tâm bão đi qua (Việt Nam)          | Tâm bão đi qua (Việt Nam)            | Thời gian vào bờ tại Việt Nam | Cấp gió lúc đổ bộ vào Việt Nam | Cấp gió mạnh nhất trên biển Đông | Các khu vực ảnh hưởng                 | Ghi chú                                |
| Bão số       | Tên quốc tế | Khu vực đổ bộ                           | Tỉnh                               | Trạm khí tượng/thủy văn gần bão nhất | Thời gian vào bờ tại Việt Nam | Cấp gió lúc đổ bộ vào Việt Nam | Cấp gió mạnh nhất trên biển Đông | Các khu vực ảnh hưởng                 | Ghi chú                                |
| ------------ | ----------- | --------------------------------------- | ---------------------------------- | ------------------------------------ | ----------------------------- | ------------------------------ | -------------------------------- | ------------------------------------- | -------------------------------------- |
| 1            | Maliksi     | Nam Trung Quốc                          | -                                  | -                                    | -                             | -                              | Cấp 8                            | -                                     | -                                      |
| 2            | Prapiroon   | Bắc Bộ                                  | Quảng Ninh                         | Đầm Hà                               | 4:00 - 6:00 ngày 23 tháng 7   | Cấp 8-9                        | Cấp 10                           | Bắc Bộ                                | -                                      |
| 3            | Yagi        | Bắc Bộ                                  | Quảng Ninh                         | Bãi Cháy (phía Nam trạm)             | 14:10 ngày 7 tháng 9          | Cấp 14-15                      | Cấp 16                           | Bắc Bộ, Bắc Trung Bộ, Trung Trung Bộ  | -                                      |
| 4            | Soulik      | Trung Trung Bộ                          | Quảng Trị                          | Vĩnh Linh                            | 13h-14h ngày 19 tháng 9       | Cấp 8                          | Cấp 8                            | Bắc Trung Bộ, Trung Trung Bộ          | -                                      |
| 5            | Krathon     | Đài Loan                                |                                    | -                                    | -                             | -                              | Cấp 16                           | -                                     | -                                      |
| 6            | Trami       | Trung Trung Bộ                          | Thừa Thiên-Huế                     | Huyện Phú Lộc                        | 10h-11h ngày 27/10            | Cấp 9                          | Cấp 11                           | Bắc và Trung Trung Bộ, Bắc Tây Nguyên | -                                      |
| 7            | Yinxing     | Nam Trung Bộ                            | Bình Định (Yếu thành vùng áp thấp) | Quy Nhơn                             | 12/11                         | < Cấp 6                        | Cấp 15                           | Trung và Nam Trung Bộ, Tây Nguyên     | -                                      |
| 8            | Toraji      | -                                       | -                                  | -                                    | -                             | -                              | Cấp 11                           | -                                     | Ngoài khơi Philippines bão mạnh cấp 12 |
| 9            | Man-yi      | -                                       | -                                  | -                                    | -                             | -                              | Cấp 13                           | -                                     | Ngoài khơi Philippines bão mạnh cấp 16 |
| 10           | Pabuk       | -                                       | -                                  | -                                    | -                             | -                              | Cấp 8                            | -                                     | -                                      |
| ATNĐ         |             |                                         |                                    |                                      |                               |                                |                                  |                                       |                                        |
| ATNĐ tháng 7 | 03W         | Trung Trung Bộ (tan ở vùng biển gần bờ) | -                                  | -                                    | -                             | -                              | Cấp 6-7                          | Bắc Bộ, Bắc Trung Bộ, Trung Trung Bộ  | -                                      |

*Ghi chú
1. ↑   Lấy theo cấp gió của Trung tâm Dự báo khí tượng thủy văn quốc gia Việt Nam.

Tóm tắt mùa bão 2024 tại biển Đông và đất liền Việt Nam
Trong năm 2024, trên biển Đông có tổng số 11 cơn bão và áp thấp nhiệt đới hoạt động (ít hơn khoảng 1 cơn so với trung bình nhiều năm), trong đó bao gồm 10 cơn bão (tương đương trung bình nhiều năm), và 01 áp thấp nhiệt đới (ít hơn khoảng 1-2 cơn so với trung bình). Mùa bão năm 2024 bắt đầu tương đương so với trung bình nhiều năm trên biển Đông với cơn bão số 1 (bão Maliksi) hình thành trên khu vực Bắc biển Đông vào cuối tháng 5, và kết thúc bằng cơn bão số 10 (Pabuk) tan đi trên khu vực Nam biển Đông trong những ngày cuối tháng 12. Trong năm 2024, có 4 cơn bão đổ bộ và ảnh hưởng trực tiếp lên đất liền nước ta (xấp xỉ trung bình nhiều năm), 1 cơn bão ảnh hưởng gián tiếp gây mưa (bão số 7), trong khi áp thấp nhiệt đới duy nhất vào tháng 7 không ảnh hưởng trực tiếp, không đổ bộ mà chỉ gián tiếp gây mưa. Trong số 4 cơn bão đổ bộ vào Việt Nam thì có thể chia làm hai chùm chính:
- Chùm thứ nhất: Các cơn bão đổ bộ vào miền Bắc, gồm bão số 2 (Prapiroon) và bão số 3 (Yagi).
- Chùm thứ hai: Các cơn bão đổ bộ vào Trung Trung Bộ, gồm bão số 4 (Soulik) và bão số 6 (Trami).

Bão số 1 (Maliksi) là xoáy thuận đầu tiên trên biển Đông, hình thành ngày 30 tháng 5 đổ bộ vào miền Nam Trung Quốc. Sau tháng 6 không xuất hiện bão trên biển Đông, đến giữa tháng 7, xuất hiện một cơn bão và một áp thấp nhiệt đới trên biển Đông, trong đó, cơn bão số 2 (Prapiroon) đổ bộ vào Quảng Ninh ngày 23/7 đã chấm dứt chuỗi 646 ngày không có bão đổ bộ vào Việt Nam. Tiếp sau đó là tháng 8 không xuất hiện xoáy thuận nhiệt đới.

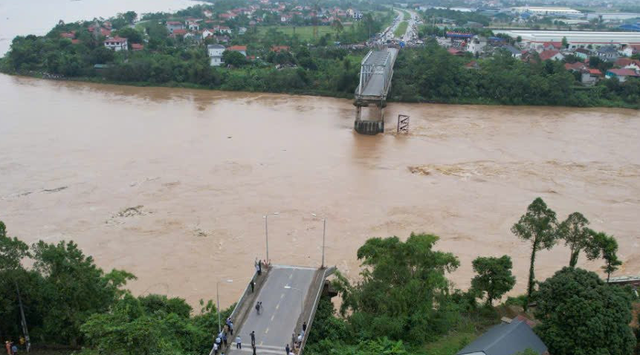
Cầu Phong Châu tại Phú Thọ sập do ảnh hưởng của mưa lũ sau bão số 3 (Yagi)

Cho đến đầu tháng 9, bão số 3 (siêu bão Yagi) mạnh lên thành siêu bão ở khu vực Bắc Biển Đông, và đổ bộ vào Quảng Ninh - Hải Phòng ngày 7/9 với sức gió ghi nhận tại Bãi Cháy là cấp 14 giật trên cấp 17 cùng hàng loạt kỷ lục lịch sử: lần đầu tiên ghi nhận gió giật cấp 17 và trên cấp 17 ở  đất liền Việt Nam; bão Yagi được đánh giá là cơn bão mạnh nhất trong 30 năm qua trên biển Đông và 70 năm qua trên đất liền Việt Nam. Cơn bão này đã gây thiệt hại 81,7 nghìn tỷ đồng, riêng tỉnh Quảng Ninh thiệt hại 24.876 tỷ đồng (trên 1 tỷ đô la Mỹ).
Sau cơn bão số 3, đến ngày 19/9, bão số 4 (Soulik) đổ bộ vào các tỉnh Quảng Bình, Quảng Trị, nhưng không mạnh và không gây nhiều thiệt hại. Đến ngày 01/10, bão Krathon trở thành cơn bão số 5 và đạt cường độ siêu bão, điều này khiến năm 2024 trở thành năm đầu tiên có 2 cơn bão đạt cường độ siêu bão trên biển Đông (tính từ khi mở rộng thang bão lên 17 cấp vào năm 2008). Cuối tháng 10, cơn bão số 6 (Trami) đổ bộ vào Thừa Thiên - Huế và Đà Nẵng, gây ra trận lụt trên địa bàn tỉnh Quảng Bình.
Trong tháng 11, ba cơn bão số 7, 8, 9 (Yinxing, Toraji, Man-yi) liên tiếp đi vào biển Đông. Tuy nhiên, ngoại trừ cơn bão số 7 suy yếu và tan đi ở khu vực ven biển Nam Trung Bộ, 2 cơn bão còn lại đều suy yếu và tan ở khu vực Bắc Biển Đông. Vào cuối tháng 12, bão Pabuk (bão số 10) hình thành và tan đi trên khu vực Nam Biển Đông, đây là cơn bão cuối cùng của mùa bão năm 2024 trên biển Đông.

## Các xoáy thuận nhiệt đới

### Bão Ewiniar (Aghon)
Thiệt hại về nông nghiệp ở Philippines lên tới 85,63 triệu PHP (1,74 triệu USD). Thiệt hại về cơ sở hạ tầng là 942,55 triệu PHP (9,14 triệu USD) với tổng thiệt hại là 1,03 tỷ PHP (20,88 triệu USD). Cơn bão khiến 6 người chết và 8 người bị thương, và khoảng 152.266 người khác bị ảnh hưởng trực tiếp bởi ở Philippines.

### Bão Maliksi (Bão số 1)
Sáng ngày 30 tháng 5, NCHMF phát tin về một vùng áp thấp trên biển Đông. Chiều cùng ngày, JMA và NCHMF công nhận vùng áp thấp nhiệt đới đó trên biển Đông là áp thấp nhiệt đới. Chiều ngày 31 tháng 5, JMA cho biết áp thấp nhiệt đới mạnh lên thành bão và đặt tên là Maliksi. NCHMF cũng cho biết áp thấp nhiệt đới mạnh lên thành bão, gọi là bão số 1.

### Áp thấp nhiệt đới 03W (ATNĐ tháng 7 trên biển Đông)
Vào sáng ngày 13 tháng 7, JTWC chú ý đến một vùng mây đối lưu cách Đà Nẵng, Việt Nam 682 km về phía Đông Đông Nam. Tại thời điểm đó, gió đứt theo chiều dọc cao (khoảng 50–75 km/h) gây bất lợi cho sự phát triển của hình thái nhưng bù lại sự phân kỳ tốt ở trên cao cùng với nhiệt độ nước biển ở bề mặt cao. Trung tâm Dự báo KTTV Quốc gia (NCHMF) cũng chú ý đến vùng áp thấp trên biển Đông vào chiều cùng ngày cho rằng nó có thể mạnh lên thành áp thấp nhiệt đới trong 24 giờ tới. Vào lúc 13:00 ICT cùng ngày, JMA cho biết hình thái phát triển thành áp thấp nhiệt đới. Ngay sau đó vài giờ NCHMF công nhận vùng áp thấp trên biển Đông là áp thấp nhiệt đới. Sau đó, JTWC đã ban hành tin Cảnh báo Hình thành Xoáy thuận nhiệt đới (TCFA) về hình thái này vào ngày hôm sau, lưu ý rằng trung tâm của hình thái đối xứng và trở lên hoàn thiện, mặc dù mây đối lưu của áp thấp không được tổ chức tốt. Đến 01:00 ICT ngày 15 tháng 7, JTWC công nhận hình thái này thành áp thấp nhiệt đới và gán cho hình thái số hiệu 03W.  Tuy nhiên, họ đã phát tin cuối cùng về áp thấp nhiệt đới vào chiều cùng ngày khi áp thấp chuẩn bị di chuyển vào đất liền Việt Nam và suy yếu nhanh chóng. Cũng trong rạng sáng ngày 16 tháng 7, JMA và NCHMF đã ngừng theo dõi áp thấp khi nó suy yếu dần và tan biến.

### Bão Gaemi (Carina)
Bão Gaemi đã làm cho gió mùa Tây Nam hoạt động mạnh tại Philippines, gây mưa mưa lớn tại nhiều nơi ở quốc gia này. Tính tới ngày 29 tháng 7, tại Philippines ghi nhận tổng cộng 48 người chết do mưa lũ. Bão Gaemi đổ bộ vào Đài Loan gây ra mưa lớn như trút nước, có ít nhất 4 địa điểm ghi nhận lượng mưa trên 1000 mm trong vòng 14 giờ. Ảnh hưởng của bão Gaemi đã khiến 11 người chết ở Đài Loan,1 người vẫn còn mất tích và 904 người bị thương. Khoảng tối ngày 25 tháng 8, bão Gaemi đổ bộ vào tỉnh Phúc Kiến, Trung Quốc. Ảnh hưởng của bão và tàn dư của nó đã gây ra gió mạnh và mưa lớn tại Phúc Kiến, Hồ Nam và nhiều nơi khác trên đất liền Trung Quốc đại lục. Theo số liệu quan trắc tại Phúc Kiến, có 25 trấn và hương thuộc 12 huyện (hoặc các đơn vị hành chính tương đương) ghi nhận gió giật từ cấp 12 trở lên, trong đó trấn Nam Hải, huyện Bình Đàm ghi nhận có gió giật mạnh 43,8 m/s (158 km/h, cấp 14). Từ 08:00 ngày 24 đến 06:00 ngày 27 (giờ địa phương UTC+8), tổng lượng mưa tại 46 trấn và hương tại Phúc Kiến vượt 400 mm, tổng lượng mưa cao nhất trong thời gian này là 725,5 mm tại một trấn thuộc huyện Chá Vinh, lượng mưa trong 1 giờ tại trấn Văn Vũ Sa, huyện Trường Lạc là 102,8 mm   Tại Phúc Kiến ghi nhận 85 hecta hoa, rau màu bị hư hại và tổng thiệt hại kinh tế do bão khoảng 11,5 triệu USD. Tại Hồ Nam, lượng mưa do cơn bão gây ra nhìn chung vượt qua cơn bão Bilis (2006), một địa điểm thuộc Hưng Ninh, Mai Châu ghi nhận lượng mưa 722,6 mm trong 4 ngày. Một vụ lở đất xảy ra gần thành phố Hành Dương, tỉnh Hồ Nam khiến 15 người thiệt mạng và 6 người bị thương. Tại huyện Vĩnh Hưng ghi nhận 3 người chết, nguyên nhân ban đầu được xác định là do bị đất trượt chôn vùi. Mưa lớn kỉ lục tại Tư Hưng, có địa điểm ghi nhận lượng mưa trên 645 mm trong 24 giờ và tại Tứ Hưng đã có 30 người chết và 35 người mất tích, 11 nghìn người phải sơ tán. Ngoài ra một người giao hàng ở Thượng Hải bị cây đổ do gió đè trúng người dẫn đến tử vong. Hoàn lưu cơn bão Gaemi cũng gây ra mưa lớn tại Triều Tiên. Đầu tháng 8, theo TV Chosun tổng số người chết và mất tích do lũ lụt có thể dao động từ 1000 đến 1500 người. Truyền thông nhà nước Triều Tiên cho biết có thương vong nhưng không công bố số liệu. Đến ngày 4 tháng 9, một nguồn tin khác cho biết có khoảng 4000 người chết và ông Kim Jong Un đã chỉ đạo xử tử 30 quan chức với lí do tham nhũng và thiếu trách nhiệm. Thông tấn xã Trung ương Triều tiên cho biết có khoảng 5000 người đã được cứu. Hoàn lưu cơn bão này, cơn bão Prapiroon gây mưa và gió tại Campuchia, một cây lớn bị đổ đè trúng xe chở nhiều người dẫn đến cái chết của 5 người tại Siem Reap.

### Bão Prapiroon (Butchoy) - Bão số 2
Vào ngày 15 tháng 7, JTWC bắt đầu theo dõi một vùng áp thấp có mây đối lưu cách Manila, Philippines 623 hải lý (717 mi; 1.154 km) về phía Đông Nam. Vào thời điểm đó, vùng áp thấp nằm trong vùng có các yếu tố thuận lợi cho sự phát triển, với gió đứt theo chiều thẳng đứng thấp, dòng phân kì hướng về phía xích đạo mạnh và nhiệt độ nước biển trên bề mặt ấm.  Vào lúc 13:00 ICT cùng ngày, JMA cho biết vùng áp thấp hình thành, vị trí hình thành tương tự vị trí JTWC nhận định. Đến sáng ngày 19 tháng 7, vùng áp thấp đã di chuyển vào Biển Đông và NCHMF, JMA cho biết vùng áp thấp mạnh lên thành áp thấp nhiệt đới. Chiều cùng ngày, JTWC đã phát tin TCFA cho hình thái vùng áp thấp này, nghĩa là JTWC nhận định vùng áp thấp có khả năng cao phát triển thành xoáy thuận nhiệt đới trong 24 giờ tới  Còn JMA phát bản tin dự báo về áp thấp nhiệt đới cho biết áp thấp nhiệt đới có khả năng cao mạnh lên thành bão nhiệt đới. Đến tối ngày 19 tháng 7, NCHMF cũng có chung nhận định với JMA lúc chiều cùng ngày và JTWC cho rằng hình thái phát triển thành áp thấp nhiệt đới và gán cho hình thái số hiệu 04W. Trong cùng ngày 19, PAGASA công nhận hình thái trên là áp thấp nhiệt đới và đặt tên cho nó là Butchoy. Trung tâm Khí tượng Quốc gia Trung Quốc (NMC) cũng ghi nhận sự hình thành của áp thấp nhiệt đới vào ngày 19 tháng 7. Đến sáng ngày 21 tháng 7, các cơ quan khí tượng như JTWC, NMC, NCHMF, JMA cho biết áp thấp nhiệt đới mạnh lên thành bão nhiệt đới. JMA đặt tên cho hình thái là Prapiroon và đây là tên quốc tế của cơn bão. NCHMF gọi đây là cơn bão số 2. JTWC dự báo bão sẽ di chuyển theo hướng Tây Bắc men theo rìa của áp cao cận nhiệt đới, hướng đến đảo Hải Nam và vịnh Bắc Bộ và bão có thể mạnh lên một chút. Các yếu tố ảnh hưởng đến sự phát triển của hình thái ở những nơi dự kiến bão đi qua bao gồm gió đứt theo chiều dọc thấp (mặc dù vậy gió đứt dự báo sẽ tăng khi bão đến vịnh Bắc Bộ), không khí giàu độ ẩm và nước biển rất ấm ở vịnh Bắc Bộ, nhìn chung là thuận lợi trong ngắn hạn. Dự báo của NMC lúc 8 giờ sáng ngày 21 về đường đi cũng tương tự JTWC, về cường độ họ dự báo bão sẽ đổ bộ vào đảo Hải Nam với sức gió cấp 10-11 theo thang sức gió Beaufort (BF) vào đêm ngày 21. Bão Prapiroon đổ bộ vào đảo Hải Nam lúc 01:30 giờ địa phương ngày 22 tháng 7 với sức gió ước tính 100 km/h (cấp 10), theo Đài Khí tượng Hải Nam. Sau khi quét qua đảo Hải Nam, bão suy yếu nhẹ và đi vào vịnh Bắc Bộ lúc sáng ngày 22 tháng 7 theo ghi nhận của NMC. Khi di chuyển vào trong vịnh Bắc Bộ, ban đầu điều kiện thuận lợi như nhiệt độ nước biển rất ấm ở bề mặt, năng lượng nhiệt tích tụ trên biển rất cao, dòng phân kì theo hai hướng tốt, gió đứt ban đầu thấp. Tuy nhiên dự báo gió đứt có xu hướng sẽ tăng dần khi bão tiếp cận Việt Nam và tương tác với địa hình nơi dự kiến đổ bộ sẽ làm bão suy yếu. Bản tin dự báo của NCHMF chiều ngày 22 cho thấy bão đang mạnh cấp 10, dự báo bão đổ bộ vào Quảng Ninh và gây ra gió mạnh cấp 8 trên đất liền ở vùng gần tâm. Hình ảnh vệ tinh cho thấy đám mây đối lưu bùng phát nhưng bị dịch chuyển về phía Tây do gió đứt mạnh. Theo JTWC bão đã đạt đỉnh mạnh nhất lúc 12:00 UTC (19:00 ICT, giờ Việt Nam) ngày 22 tháng 7 với sức gió duy trì trong 1 phút là 60 hải lý/h (110 km/h). Các cơ quan khí tượng khác như JMA, NMC, NCHMF cho rằng sức gió của bão khoảng cấp 10-11 theo thang BF vào tối ngày 22 tháng 7. Các yếu tố bất lợi nêu trên đã làm bão suy yếu, ảnh vệ tinh lúc sáng ngày 23 cho thấy tổ chức cơn bão ngày càng kém. NCHMF cho biết bão suy yếu thành áp thấp nhiệt đới vào sáng ngày 23 tháng 7 trên vùng ven biển Quảng Ninh - Hải Phòng và suy yếu dần thành vùng áp thấp 6 giờ sau đó trên đất liền. Đây là cơn bão đầu tiên đổ bộ vào Việt Nam kể từ bão Sonca (2022), chấm dứt chuỗi ngày dài kỉ lục hơn 640 ngày không có bão nhiệt đới đổ bộ vào Việt Nam (thống kê từ năm 1975).

Tiền thân cơn bão Prapiroon làm gió mùa Tây Nam mạnh lên gây ra một đợt mưa lớn ở miền Nam Philippines, 8 người chết do ảnh hưởng của đợt mưa lớn này. Bão Prapiroon đổ bộ vào đảo Hải Nam lúc 01:30 giờ địa phương ngày 22 tháng 7 với sức gió ước tính 100 km/h (cấp 10). Do ảnh hưởng của bão, trên đảo đã có gió giật mạnh 138 km/h (cấp 13) ghi nhận tại một địa điểm ở Thành phố Vạn Ninh và tổng lượng mưa trong 22 giờ quan trắc là 254,5 mm tại một địa điểm thuộc huyện Quỳnh Trung. Gió mạnh và mưa to cũng được ghi nhận tại nhiều nơi khác ở Hải Nam khiến nhiều cây xanh bị đổ. Bão Prapiroon (bão số 2) đổ bộ vào Quảng Ninh vào sáng ngày 23 tháng 7, tâm bão đi qua địa phận huyện Đầm Hà với sức gió mạnh cấp 8, giật cấp 10. Tại Việt Nam, đảo Bạch Long Vĩ ghi nhận gió mạnh cấp 10 giật cấp 12, Trà Cổ ghi nhận gió mạnh cấp 9 giật cấp 10, một số nơi khác ở Quảng Ninh có gió mạnh cấp 6 giật cấp 7 đến cấp 10. Hàng trăm cây xanh bị đổ, 2 tàu nhỏ bị chìm ở Cô Tô, khoảng 3800 người bị mắc kẹt trên đảo Cô Tô. Hoàn lưu cơn bão gây ra mưa lớn tại các tỉnh thành phía Bắc, nhiều nơi ghi nhận có hiện tượng nguy hiểm như lở đất, ngập lụt, nước cuốn. Tính tới ngày 30 tháng 7, do ảnh hưởng của hoàn lưu cơn bão có tổng cộng có 16 người chết do lở đất và lũ cuốn trôi tại Việt Nam, tại Sơn La ghi nhận 9 người chết và 1 người mất tích, tại Điện Biên có 4 người thiệt mạng và 3 người mất tích, 2 người chết ở Hà Nội, 1 nạn nhân tử vong do lũ cuốn được tìm thấy tại Hoà Bình.

### Bão Ampil
Theo Cơ quan Khí tượng Nhật Bản (JMA), sáng 16/8, bão Ampil đã mạnh lên thành cơn bão cuồng phong cấp 4(JMA), với áp suất khí quyển tại tâm bão là 950 hPa và sức gió cực đại có lúc lên đến lên tới 155 km/h.

Tính đến ngày 17 tháng 8, ghi nhận hơn 5000 hộ gia đình bị mất điện. Ngoài ra một số cây cối, biển hiệu và xẹ đạp bị đổ.

### Bão Maria
Lượng mưa tích lũy ghi nhận ghi nhận tại một số địa điểm thuộc tỉnh Iwate (Nhật Bản) đạt mức kỉ lục với 481,5 mm ở Kuji và 319 mm ở Otsuchi, gần gấp đôi tổng lượng mưa trung bình trong tháng 8.

### Bão Shanshan
Shanshan đã mạnh lên thành cơn bão cấp 4,đồng thời Shanshan cũng là một trong những cơn bão có cường độ mạnh nhất từng đổ bộ vào đất liền Nhật Bản trong 50 năm qua.

Khoảng 08:00 theo giờ địa phương (UTC+9), cơn bão đã đổ bộ vào Satsumasendai, tỉnh Kagoshima. Gió giật mạnh ghi nhận tại một số nơi thuộc Kagoshima, cao nhất là 185 km/h (cấp 16) tại Makurazaki, đảo Tanegashima có gió giật 151 km/h (cấp 14). Thành phố Gamagori, tỉnh Aichi đã ghi nhận lượng mưa tích luỹ phá kỷ lục khi Shanshan ảnh hưởng đến Nhật Bản vào các ngày 26 và 27 tháng 8, mưa lớn tại đây là nguyên nhận gây ra một vụ lở đất khiến 3 người tử vong và 2 người khác bị thương. Theo thống kê sơ bộ, có 6 người chết và 125 người bị thương do ảnh hưởng của bão Shanshan tại Nhật Bản.

### Bão Yagi (Enteng) - Bão số 3
Tại Philippines đã có ít nhất 15 người đã thiệt mạng, 4 người mất tích do lũ lụt và lở đất sau khi bão Yagi quét qua và gây mưa lớn như trút nước.
 
Sáng ngày 3 tháng 9, bão Yagi đã đi vào Biển Đông và trở thành cơn bão số 3 trong mùa mưa bão 2024 của nước ta.
Tại Trung Quốc, chính quyền đã kích hoạt phản ứng khẩn cấp mức 4 khi cơn bão Yagi, cơn bão thứ 11 trong năm nay, chuẩn bị đổ bộ vào khu vực các tỉnh phía nam của nước này.
Gió giật cao nhất trên đảo chính ghi nhận là 240 km/h (trên cấp 17) tại Long Lâu (Văn Xương). Gió giật mạnh phổ biến từ cấp 11 đến cấp 15 ghi nhận tại nhiều nơi ở phía Bắc đảo Hải Nam.
Tại Việt Nam, theo các báo cáo chính thức thì trạm quan trắc Bãi Cháy (Quảng Ninh) đo được gió mạnh cấp 14 giật trên cấp 17 cùng với khí áp 955,2 hPa (mặc dù một bản báo cáo khác cho biết gió tại Bãi Cháy mạnh hơn). Tại một số trạm khác trên đất liền và các đảo sát bờ Quảng Ninh, Hải Phòng ghi nhận gió mạnh cấp 10-12 giật cấp 12-15. Hội nghị Thường trực Chính phủ ngày 15 tháng 9 đã nhận định đây là cơn bão mạnh nhất trong 70 năm qua trên đất liền Việt Nam, thời gian lưu bão dài, mưa lũ lớn trên diện rộng đã gây ra thiệt hại lớn về người và tài sản.
Sau hơn 2000 km di chuyển, quét qua Philippines, Trung Quốc, Việt Nam, Lào, Thái Lan và Myanmar. Những tàn dư của Yagi bắt đầu di chuyển về phía Bắc Ấn Độ Dương, góp phần hình thành nên một vùng áp thấp sâu vào ngày 14 tháng 9.

### Bão Bebinca (Ferdie)
Theo các số liệu quan trắc trên mặt đất (tính cả các hòn đảo), ở miền Đông Trung Quốc có 40 trạm quan trắc khí tượng đo được tốc độ gió tối đa từ cấp 12 trở lên và 7 trạm có tốc độ gió từ cấp 14 trở lên. Một trạm khí tượng trên quần đảo Shengsi(嵊泗列岛) đo được tốc độ gió trung bình tối đa trong 60 phút là 163 km/h.

### Bão Pulasan (Helen)
Trong một vài bản tin chính thức, JTWC gọi Pulasan là "tropical storm" (bão nhiệt đới) nhưng các bản tin kĩ thuật JTWC nói rằng hình thái này vẫn mang đặc điểm của "monsoon depression" (áp thấp gió mùa) với trung tâm không rõ ràng và khó xác định.

### Bão Soulik (Gener) - Bão số 4
Do chịu ảnh hưởng của hoàn lưu cơn bão Soulik, tại một cảng dầu thuộc thành phố Tam Á nằm ở phía Nam đảo Hải Nam (Trung Quốc) có gió giật 125 km/h (cấp 12), tại Việt Nam có đảo Cồn Cỏ (tỉnh Quảng Trị) ghi nhận gió mạnh cấp 9 giật cấp 10, trên đất liền các tỉnh Hà Tĩnh và Quảng Bình ghi nhận gió mạnh cấp 6-7 giật cấp 7-10. Tâm bão đi qua địa phận huyện Vĩnh Linh vào khoảng 2 giờ chiều giờ địa phương ngày hôm đó. 

### Bão Krathon (Julian) - Bão số 5
Một áp thấp nhiệt đới hình thành trên Biển Philippines gần Itbayat, Batanes vào ngày 26 tháng 9. Ngày hôm sau, nó được PAGASA nâng cấp thành áp thấp nhiệt đới và được đặt tên là Julian. Lúc 01:30 UTC, JTWC sau đó đã phát hành TCFA về Julian khi nó tiếp tục mạnh lên trong điều kiện thuận lợi. Lúc 07:30 UTC, JTWC nâng cấp Julian thành áp thấp nhiệt đới và gán cho nó mã số 20W. Ngày hôm sau, JMA nâng cấp 20W thành bão nhiệt đới và đặt tên nó là Krathon, tên thay thế cho tên "MangKhut" đã bị khai tử.
Do ảnh hưởng của độ đứt gió theo chiều thẳng đứng thấp, nhiệt độ bề mặt biển ấm và hàm lượng nhiệt đại dương cao, trong khi nó di chuyển về phía tây nam dọc theo rìa phía đông nam của một áp cao cận nhiệt đới tầng trung. Hệ thống này tiếp tục mạnh lên thành bão vào ngày 29 tháng 9 khi nó tiếp cận Batanes và các Đảo Babuyan. Vào ngày 30 tháng 9, mắt bão có đường kính 23 dặm (37 km) đã xuất hiện rõ trên hình ảnh vệ tinh hồng ngoại, khi cơn bão từ từ di chuyển về phía tây bắc và đi qua gần Sabtang, Batanes. Cơn bão có hình dạng tròn rõ rệt trong phần đỉnh mây xung quanh mắt bão, với mắt bão thu hẹp bị che khuất ở trung tâm bởi các đám mây tầng thấp.
Krathon đã gây ra lũ lụt ở một số khu vực của Philippines, khiến hai người thiệt mạng và một người mất tích.
Sáng sớm ngày 1 tháng 10, Krathon đã đi vào Biển Đông và trở thành cơn bão số 5.

### Bão Barijat
Một áp thấp nhiệt đới đã hình thành gần Guam vào ngày 5 tháng 10. Ngày hôm sau, Trung tâm Cảnh báo Bão Liên hợp (JTWC) đã ban hành cảnh báo về sự hình thành bão nhiệt đới (TCFA) cho hệ thống này và sau đó nâng cấp nó lên thành áp thấp nhiệt đới "21W". Với sự hình thành và duy trì của các đám mây đối lưu về phía đông của một trung tâm hoàn lưu tầng thấp không hoàn chỉnh, JTWC đã nâng cấp nó lên thành bão nhiệt đới vào ngày 7 tháng 10. Mặc dù di chuyển qua vùng biển ấm, gió mạnh ở tầng cao đã đẩy các đám mây đối lưu ra xa, làm suy yếu 21W xuống còn áp thấp nhiệt đới vài giờ sau đó. Vào ngày 8 tháng 10, JTWC đã đưa ra cảnh báo cuối cùng cho 21W khi nó tiếp tục suy yếu, với dự báo sẽ tan biến trong vòng 12 giờ tới. Ngày hôm sau, Cơ quan Khí tượng Nhật Bản (JMA) đã nâng cấp 21W thành bão nhiệt đới và đặt tên nó là "Barijat". Sau vài giờ, JTWC đã tái ban hành cảnh báo cho cơn bão này.

### Bão Trami (Kristine) - Bão số 6
Vào ngày 19 tháng 10, Cục Khí tượng Nhật Bản (JMA) đã nâng cấp một vùng áp thấp lên thành áp thấp nhiệt đới ở phía bắc Yap. Sau đó, Trung tâm Cảnh báo Bão Liên hợp (JTWC) đã đưa ra cảnh báo TCFA đối với áp thấp này, với trung tâm hoàn lưu tầng thấp kéo dài nhưng đang hình thành cùng với các dải mây đối lưu bao quanh các phần phía bắc và phía nam. Ngày hôm sau, JTWC nâng cấp nó lên thành Áp thấp nhiệt đới "22W". Ngay sau đó, khi hệ thống đi vào Khu vực Trách nhiệm của Philippines (PAR), nó được Cơ quan Khí tượng, Thủy văn và Địa chấn Philippines (PAGASA) đặt tên là "Kristine". Vào lúc 18:00 UTC ngày 21 tháng 10, JMA nâng cấp hệ thống lên thành bão nhiệt đới và đặt tên là "Trami". Ngày 23 tháng 10, JMA nâng cấp nó lên thành bão nhiệt đới dữ dội khi nó di chuyển về phía tây bắc dọc theo rìa tây nam của một vùng áp cao cận nhiệt đới ở tầng trung. Lúc 12:30 AM (PHT) ngày hôm sau (16:30 UTC), Trami đổ bộ vào Divilacan, tỉnh Isabela. Ngày hôm sau, Trami di chuyển ra vùng biển ven bờ phía nam Ilocos Sur, để lại tàn dư của trung tâm hoàn lưu ở phía bắc Luzon. Bão đổ bộ vào Thừa Thiên Huế và Đà Nẵng vào khoảng 10 giờ sáng giờ địa phương ngày 27 tháng 10, trước khi di chuyển chậm vào đất liền trong khi di chuyển về phía tây nam trong vài giờ sau. Cơn bão suy yếu nhanh chóng khi di chuyển quanh biên giới Lào–Việt Nam, khiến trung tâm hoàn lưu bộc lộ hoàn toàn khi suy yếu thành áp thấp nhiệt đới. Sau đó, do luồng lái yếu, bão di chuyển về phía tây nam trước khi quay đầu chữ U và dần di chuyển về phía các vùng ven biển Việt Nam. Vào lúc 21:00 UTC ngày 28 tháng 10, JTWC đã ngừng cảnh báo về hệ thống này khi gió xoáy ở tầng trung của nó bị dịch chuyển khỏi tâm. JMA tiếp tục theo dõi và hệ thống này tiếp tục suy yếu thành vùng áp thấp vào lúc 18:00 UTC ngày hôm sau.
Do chịu ảnh hưởng của bão số 6, tại các trạm quan trắc của Trung Quốc trên quần đảo Hoàng Sa ghi nhận gió giật từ cấp 12 đến cấp 14, trong đó có một trạm ở đảo Quang Hoà ghi nhận gió giật mạnh 153 km/h (cấp 14). Trên đảo Hải Nam, quận Cát Dương (thành phố Tam Á) ghi nhận gió giật 114 km/h (cấp 11). Một số đảo gần bờ Việt Nam như Cồn Cỏ (Quảng Trị), Cù Lao Chàm (Quảng Nam) ghi nhận gió mạnh cấp 8. Trên đất liền Việt Nam, Nam Đông (Thừa Thiên Huế) và Cẩm Lệ (Đà Nẵng) ghi nhận gió mạnh cấp 8 giật cấp 9-10, Bà Nà (Đà Nẵng) có gió giật cấp 13, Sơn Trà (Đà Nẵng) gió mạnh cấp 9 giật cấp 10, Lệ Thuỷ (Quảng Bình) gió mạnh cấp 7 giật cấp 9.
Trami gây ra lũ lụt và lở đất trên diện rộng khắp Philippines và khiến ít nhất 150 người thiệt mạng và 30 người khác mất tích. Ở Hải Nam, Trung Quốc, có tổng cộng 10 người đã thiệt mạng. Bão Trami và mưa lũ khiến 8 người chết (7 người ở Quảng Bình và 1 người ở Thừa Thiên Huế), 14 người bị thương tại các tỉnh thành miền Trung Việt Nam. Tại Thái Lan, lũ lụt được báo cáo ở quận Bang Sai, tỉnh Phra Nakhon Si Ayutthaya, nơi tìm thấy một người đàn ông lớn tuổi đã chết.

### Bão Kong-rey (Leon)
Vào ngày 22 tháng 10, một vùng áp thấp hình thành ở phía đông nam Guam . Hai ngày sau, JMA đã ban hành cảnh báo khi nhiễu động trở thành áp thấp nhiệt đới mặc dù nằm trong môi trường cận biên đặc trưng bởi độ đứt gió thấp, dòng chảy ra xích đạo vừa phải và nhiệt độ bề mặt biển ấm. Vào lúc 03:00 UTC, JTWC đã ban hành TCFA cho hệ thống, với tâm hoàn lưu mực thấp được xác định yếu nhưng gió mạnh hiện đang bao quanh tâm. Sau đó, JTWC đã chỉ định một vùng đối lưu khác là Invest 99W về phía bắc của hệ thống, với khả năng hình thành thấp. Sáng sớm hôm sau, JMA đã nâng cấp áp thấp lên thành bão nhiệt đới, có tên là Kong-rey trong khi JTWC đã hủy TCFA cho hệ thống phía nam nhưng bắt đầu ban hành cảnh báo cho hệ thống phía bắc là áp thấp và chỉ định là 23W . Vào lúc 07:30 PM PHT (11:30 UTC) ngày 26 tháng 10, Kong-rey đã đi vào PAR và được PAGASA đặt tên là Leon. Từ khoảng ngày 29 tháng 10,  Kong-rey đã mạnh lên nhanh chóng với con mắt rõ rệt và đĩa mây dông đối xứng. 
Kong-rey đã gây ra các đợt sóng lớn khiến nhiều ngôi nhà ở Gonzaga, Cagayan và Batanes bị ngập lụt, khiến khoảng 100 gia đình phải sơ tán và gây ra thiệt hại đáng kể, bao gồm cả nhà thờ lịch sử Itbayat Church, nhà thờ cổ nhất tại Itbayat, Batanes. Ở Đài Loan, cảnh báo bão đã được ban hành trên toàn quốc. Nhiều cảnh báo sóng lớn và một cảnh báo sóng dâng duy nhất đã được ban hành, tất cả đều ở bờ biển phía đông của Đài Loan. Ít nhất ba người thiệt mạng và 690 người khác bị thương ở Đài Loan.

### Bão Yinxing (Marce) - Bão số 7
Vào ngày 3 tháng 11, một áp thấp nhiệt đới hình thành gần Palau. Cùng ngày, JTWC đã ban hành TCFA cho hệ thống này và chỉ ra rằng hệ thống này đang trong môi trường thuận lợi để phát triển. Sau đó, JTWC đã nâng cấp nó lên thành Áp thấp nhiệt đới 24W. Vào sáng sớm ngày 4 tháng 11, áp thấp này đã đi vào Khu vực trách nhiệm của Philippines (PAR) và được đặt tên trong nước là Marce. Ngay sau đó, nó mạnh lên thành một cơn bão nhiệt đới, có tên quốc tế là Yinxing, cái tên do Trung Quốc đặt ra, đề cập đến cây bạch quả. Yinxing là tên thay thế cho Yutu. Vào ngày 5 tháng 11, cơn bão mạnh lên thành bão cuồng phong khi nó tiếp tục hình thành ở Biển Philippines. Vào ngày 7 tháng 11, JTWC báo cáo rằng hệ thống đã đạt đỉnh là bão cuồng phong tương đương cấp 4 sau khi Yinxing đạt sức gió duy trì trong 1 phút là 240 km/h (150 mph), và áp suất trung tâm là 940 hPa (27,76 inHg). Sau đó trong ngày, Yinxing đổ bộ vào Santa Ana, Cagayan, vào khoảng 3:40 chiều PHT (07:40 UTC). Sau khi vượt qua Kênh biển Babuyan, Yinxing đổ bộ lần thứ hai vào Sanchez Mira, Cagayan lúc 9:00 tối PHT (13:00 UTC). Cơn bão đi vào Biển Đông vào ngày 8 tháng 11, suy yếu không đáng kể do tương tác với địa hình đồi núi. Yinxing sau đó mạnh lên trở lại, có mắt bão hình chữ nhật dài 22 dặm (35 km) và nhiệt độ mắt bão là 11,8 °C (53,2 °F). Do đó, JTWC đánh giá sức gió của cơn bão đã đạt tới 205 km/h (125 mph) vào ngày 9 tháng 11. Tuy nhiên, Yinxing sau đó lại suy yếu lần thứ hai, hạ cấp thành bão nhiệt đới vào ngày 11 tháng 11. Vào lúc 07:00 UTC ngày 12 tháng 11, cơn bão đổ bộ vào phía bắc Quy Nhơn, Việt Nam và nhanh chóng di chuyển vào đất liền, khiến JTWC đưa ra cảnh báo cuối cùng. Tuy nhiên, Trung tâm Dự báo Khí tượng Thủy văn Quốc gia Việt Nam cho biết bão suy yếu thành vùng áp thấp ở ven biển Bình Định - Phú Yên tối 12/11. Sau đó, JMA tiếp tục theo dõi hệ thống cho đến khi nó tan vào lúc 18:00 UTC cùng ngày.
Yinxing gây ra thiệt hại lớn trên khắp phía bắc Luzon, khiến một người chết, một người khác bị thương và một người nữa mất tích.

### Bão Toraji (Nika) - Bão số 8
Một vùng áp suất thấp hình thành phía đông Philippines vào ngày 8 tháng 11. Vào lúc 8 giờ sáng (giờ PHT, tức 00:00 UTC), áp thấp nhiệt đới này được đặt tên là Nika vì nó nằm trong Khu vực Trách nhiệm của Philippines (PAR). Cùng ngày, JTWC đã ban hành TCFA cho hệ thống, cho biết hệ thống đang trong môi trường thuận lợi để phát triển. Ngay sau đó, JTWC đã chỉ định tên hệ thống là Áp thấp nhiệt đới 26W. Vào lúc 18:00 UTC cùng ngày, JMA đã phân loại hệ thống này là áp thấp nhiệt đới, hệ thống này di chuyển vào Khu vực Trách nhiệm của Philippines, và PAGASA đặt tên cho nó là Nika vào ngày hôm sau. Vào lúc 06:00 UTC cùng ngày, JMA đã nâng cấp hệ thống này thành bão nhiệt đới có tên Toraji khi nó di chuyển về phía tây. Vào ngày 10 tháng 11, JMA nâng cấp hệ thống lên thành bão cuồng phong, và ngày hôm sau, Toraji đổ bộ vào Dilasag, Aurora, trên đảo Luzon vào khoảng 8:10 sáng PHT (00:10 UTC), trước khi di chuyển vào đất liền qua địa hình đồi núi, gây ra sự suy yếu đáng kể. Cơn bão đi vào Biển Đông ngoài khơi Magsingal, Ilocos Sur vào cuối buổi tối hôm đó. JTWC ban hành cảnh báo cuối cùng vào ngày 14 tháng 11 khi nó suy yếu thành áp thấp nhiệt đới. Trong khi đó, JMA tiếp tục theo dõi hệ thống cho đến khi nó được ghi nhận lần cuối vào lúc 06:00 UTC ngày 15 tháng 11.
Toraji gây ra thiệt hại lớn trên khắp miền bắc Luzon, khiến bốn người chết.

### Bão Man-yi (Pepito) - Bão số 9
Một áp thấp nhiệt đới hình thành gần Quần đảo Marshall vào ngày 9 tháng 11. Ngay sau đó, JTWC đã chỉ định tên hệ thống là Áp thấp nhiệt đới 25W, sau đó vào buổi chiều JMA đã nâng cấp nó thành bão nhiệt đới và đặt tên là Man-yi; JTWC sau đó cũng nâng cấp nó thành bão nhiệt đới. Vào ngày 14 tháng 11, lúc 20:00 PHT (12:00 UTC), Man-yi đã đi vào Khu vực trách nhiệm của Philippines  và được đặt tên là Pepito. Sau đó vào cùng ngày, JMA nâng cấp cơn bão thành bão cuồng phong tối thiểu trước khi JTWC làm tương tự. Trong cùng ngày 14 tháng 11, nó sau đó đạt đỉnh là siêu bão cuồng phong tương đương Cấp 5 theo thang Saffir–Simpson, với sức gió duy trì trong một phút là 260 km/h (160 mph) và áp suất trung tâm là 920 hPa (27,17 inHg). Khi di chuyển theo hướng tây-tây bắc, Man-yi đổ bộ vào Panganiban, Catanduanes vào khoảng 9:40 tối PHT (13:40 UTC) ngày 16 tháng 11. Ngày hôm sau, Man-yi đổ bộ lần thứ hai vào Dipaculao, Aurora, trên đảo Luzon vào khoảng 3:20 chiều PHT (07:20 UTC).
Man-yi gây ra thiệt hại lớn ở Catanduanes và khiến 12 người chết ở Philippines.

### Bão Usagi (Ofel)
Một áp thấp nhiệt đới hình thành ở phía đông Micronesia vào ngày 9 tháng 11. Ngày hôm sau, JMA đã ban hành cảnh báo dự đoán xoáy thuận nhiệt đới này sẽ phát triển thành bão nhiệt đới và có tiềm năng thành bão cuồng phong. Vào ngày 11 tháng 11, JTWC đã nâng cấp hệ thống này lên áp thấp nhiệt đới, chỉ định tên là 27W. Vào lúc 18:00 UTC cùng ngày, JMA đã nâng cấp hệ thống này lên thành bão nhiệt đới và đặt tên là Usagi; sau đó nó di chuyển vào Khu vực trách nhiệm của Philippines, nơi PAGASA đặt tên là Ofel.  Sáng hôm sau, JMA nâng cấp hệ thống lên thành bão nhiệt đới mạnh, khi các dải đối lưu đã quấn quanh viền phía tây.  Một vài giờ sau, vào đầu ngày 13 tháng 11, JTWC đã nâng cấp cơn bão lên thành một cơn bão cấp 1 theo thang Saffir-Simpson. Ngay sau đó, Usagi nhanh chóng mạnh lên thành cơn bão cuồng phong cấp 4. Vào ngày 14 tháng 11, bão đổ bộ ở Baggao, Cagayan, trên đảo Luzon vào khoảng 1:30 chiều PHT (05:30 UTC). Sau khi đi qua phía bắc Luzon, Usagi tiến vào Kênh Babuyan, di chuyển về phía tây bắc rồi đi qua gần Quần đảo Babuyan và phía bắc Cagayan, khiến nó suy yếu thành bão nhiệt đới dữ dội. JTWC ban hành cảnh báo cuối cùng vào ngày 16 tháng 11 khi nó suy yếu thành áp thấp nhiệt đới. Sau đó, JMA tiếp tục theo dõi hệ thống cho đến khi nó tan vào lúc 12:00 UTC cùng ngày.
Bão Usagi đã khiến một người mất tích tại Philippines.

### Bão Pabuk (Romina) - Bão số 10
Vào ngày 20 tháng 12, một vùng áp thấp nhiệt đới đã hình thành ở phía Tây Bắc Malaysia. 1 ngày sau đó, JTWC đã ban hành khẩn và hệ thống TCFA.Vùng áp thấp mạnh lên thành áp thấp nhiệt đới và tiếp tục di chuyển theo hướng tây bắc. Hôm sau, áp thấp nhiệt đới mạnh lên thành bão và có tên là Pabuk, NCHMF cũng định danh là bão số 10, bão tiếp tục di chuyển chậm lại và di chuyển theo hướng tây-tây nam. Lúc 7:00 UTC ngày 25 tháng 12, bão Pabuk suy yếu thành áp thấp nhiệt đới. Tối 25/12 (giờ Việt Nam), Trung tâm Dự báo KTTV quốc gia của Việt Nam cho biết bão đã suy yếu thành một vùng áp thấp và tan dần trên vùng biển Nam Biển Đông, ngoài khơi các tỉnh Bình Thuận - Bà Rịa Vũng Tàu.
Pabuk gây ra ngập lụt ở Philippines, đặc biệt là ở Oriental Mindoro.

### Các xoáy thuận khác

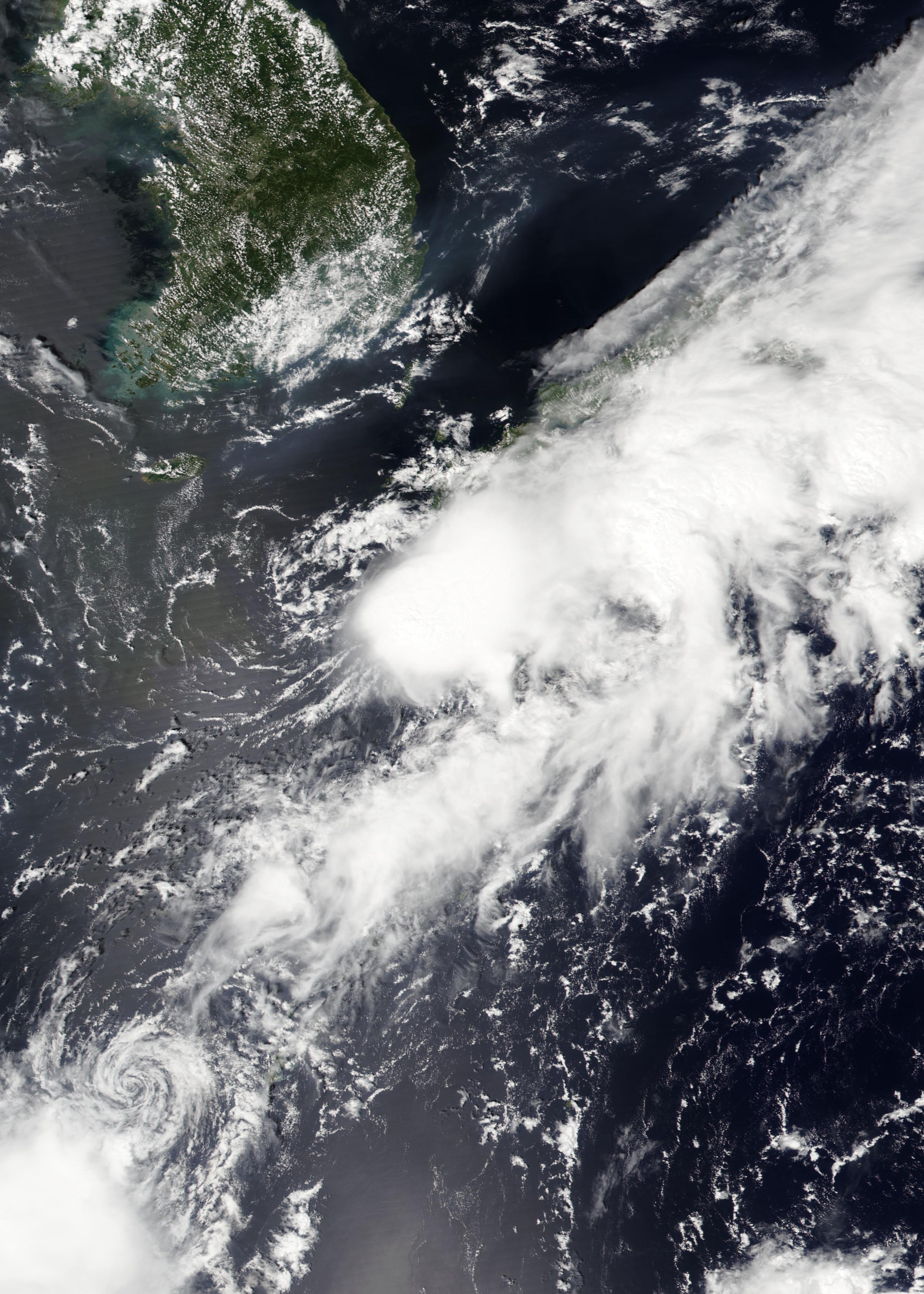
Áp thấp nhiệt đới (JMA TD 12) hình thành vào ngày 19 tháng 8 ngay phía Đông Bắc bão Jongdari.

- Vào ngày 18 tháng 8, JMA đã báo cáo về sự hình thành của một vùng áp thấp trên biển Philippines. Ngày hôm sau, nó được chỉ định là một áp thấp nhiệt đới (JMA TD 11) nhưng đã suy yếu thành một vùng áp thấp vào ngày 22 tháng 8. Ngày hôm sau, JMA đã chỉ định lại nó là một vùng áp thấp nhiệt đới khi nó chuyển hướng về phía nam. Trong vài ngày tiếp theo, vùng áp thấp dần di chuyển về phía tây nam trong khi Bão Shanshan tiếp cận Nhật Bản từ phía tây. JMA tiếp tục theo dõi vùng áp thấp cho đến khi nó tan vào ngày 26 tháng 8.
- Một áp thấp nhiệt đới (JMA TD 12) hình thành trong thời gian ngắn ở phía nam Hàn Quốc vào ngày 19 tháng 8 và được JMA ghi nhận lần cuối vào lúc 18:00 UTC khi nó di chuyển về phía bắc.
- Một áp thấp nhiệt đới (JMA TD 13) hình thành trong thời gian ngắn ở phía đông nam Nhật Bản vào ngày 20 tháng 8. Sau đó, nó chuyển xoáy thuận ngoài nhiệt đới khi di chuyển về phía đông nam.
- Một áp thấp nhiệt đới (JMA TD 15) hình thành trong thời gian ngắn ở phía đông nam của bão Shanshan vào ngày 30 tháng 8 và hoàn lưu của nó nhanh chóng bị bão Shanshan hút.
- Một áp thấp nhiệt đới đã hình thành trên Biển Philippines vào ngày 4 tháng 9. Hai ngày sau, nó suy yếu thành một vùng áp thấp khi chậm rãi di chuyển về phía tây. Đến ngày 9 tháng 9, nó mạnh lên trở lại thành áp thấp nhiệt đới khi di chuyển về phía tây bắc hướng tới miền Đông Trung Quốc, nơi nó đổ bộ trước khi tan rã.
- Vào ngày 25 tháng 9, JTWC ghi nhận một cơn bão cận nhiệt đới gần Tokyo và gán cho nó mã số đầu tư 96W, tuyên bố rằng hệ thống này có khả năng thấp để chuyển thành một hệ thống nhiệt đới. Ngày hôm sau, cơ quan này đã ghi nhận lần cuối về hệ thống khi nó hợp nhất với một rãnh áp thấp trong lúc di chuyển về phía đông. JMA không công nhận hệ thống này.
- Một áp thấp nhiệt đới hình thành ở phía tây Guam vào ngày 26 tháng 9. Áp thấp này không tồn tại lâu và đã tan rã vào ngày hôm sau.
- Một áp thấp nhiệt đới khác đã hình thành ở phía tây Guam vào ngày 6 tháng 10. Áp thấp này di chuyển về phía đông khi nó tương tác với một áp thấp nhiệt đới gần đó, mà sau này sẽ trở thành Bão nhiệt đới Barijat. JMA đã ghi nhận lần cuối vào ngày hôm sau khi áp thấp này bị hòa vào hoàn lưu của cơn áp thấp kia.
- Một áp thấp nhiệt đới đã hình thành trên biển Philippines vào ngày 12 tháng 10. Áp thấp này di chuyển về phía tây nhưng khi áp thấp này gần đến Philippines thì áp thấp này không tồn tại lâu và đã tan rã vào ngày hôm sau.
- Một áp thấp nhiệt đới đã hình thành ở phía đông bắc Mukojima vào ngày 12 tháng 10. JTWC phân loại nó là một áp thấp cận nhiệt đới vào ngày 13 tháng 10. JTWC nâng cấp nó lên thành bão cận nhiệt đới vào ngày 14 tháng 10. Cùng lúc đó, JMA tuyên bố hệ thống này đã chuyển thành một vùng áp thấp ngoại nhiệt đới đang phát triển.
- Một vùng áp thấp nhiệt đới hình thành ở phía bắc Micronesia vào ngày 16 tháng 10. Vùng áp thấp này không kéo dài lâu và JMA đã hạ cấp hệ thống này thành vùng áp thấp vào ngày hôm sau.
- Một vùng áp thấp nhiệt đới hình thành ở phía bắc Malaysia vào ngày 21 tháng 12.[180] Không lâu sau,nó bị hấp thụ bởi Bão nhiệt đới Pabuk vào ngày 22 tháng 12.[181]

## Mùa bão và tên bão
Đây là bảng của tất cả các cơn bão đã hình thành trong mùa bão năm 2024 ở Tây Bắc Thái Bình Dương. Nó bao gồm tên, ngày tháng, sức gió, áp suất, khu vực đổ bộ, thiệt hại và số người chết được biểu thị bằng chữ in đậm. Cái chết trong ngoặc đơn thường là bổ sung hoặc gián tiếp. Thiệt hại và tử vong bao gồm tổng số người bị tai nạn, sóng hoặc lũ lụt... và tất cả các con số thiệt hại là vào năm 2024 được tính bằng USD (những sức gió dưới đây được tính bằng sức gió 10 phút của JMA):
| Tên bão                        | Thời gian hoạt động        | Cấp độ cao nhất          | Sức gió duy trì    | Áp suất               | Khu vực tác động | Tổn thất (USD) | Số người chết                            | Tham khảo               |
| ------------------------------ | -------------------------- | ------------------------ | ------------------ | --------------------- | --- | -------------- | ---------------------------------------- | ----------------------- |
| Ewiniar (Aghon)                | 22 tháng 5 – 31 tháng 5    | Bão cuồng phong mạnh     | 130 km/h (80 mph)  | 980 hPa (28,94 inHg)  | Philippines | $20.88 triệu   | 6                                        | [ 182 ] [ 183 ]         |
| Maliksi - Bão số 1             | 30 tháng 5 – 01 tháng 6    | Bão nhiệt đới            | 65 km/h (40 mph)   | 998 hPa (29,47 inHg)  | Nam Trung Quốc | Không có       | &-1-1-1-1-1-1-1-1-1-1-1-1-1-1-1-1.000000 |                         |
| 03W                            | 13 tháng 7 – 15 tháng 7    | Áp thấp nhiệt đới        | 55 km/h (35 mph)   | 1000 hPa (29,53 inHg) | Bắc Trung Bộ, Trung Trung Bộ, Lào | Không có       | Không có                                 | [ 111 ]                 |
| Prapiroon (Butchoy) - Bão số 2 | 19 tháng 7 - 24 tháng 7    | Bão nhiệt đới dữ dội     | 110 km/h (70 mph)  | 980 hPa (28,94 inHg)  | Philippines, Bắc Bộ, Nam Trung Quốc, Lào, Thái Lan, Cambodia | >$32,9 triệu   | 23                                       | [ 54 ] [ 184 ]          |
| Gaemi (Carina)                 | 19 tháng 7 - 30 tháng 7    | Bão cuồng phong rất mạnh | 165 km/h (105 mph) | 940 hPa (27,76 inHg)  | Philippines, Đài Loan, Quần đảo Yaeyama, Hoa Đông, Indonesia, Cambodia, Singapore, North Korea                                                                                       | $675 triệu     | ≥107                                     | [ 185 ] [ 186 ] [ 187 ] |
| Ampil                          | 4 tháng 8 - 19 tháng 8     | Bão cuồng phong rất mạnh | 155 km/h (100 mph) | 950 hPa (28,05 inHg)  | Quần đảo Bonin, Nhật Bản, Alaska | Không đáng kể  | Không có                                 |                         |
| Maria                          | 5 tháng 8 – 14 tháng 8     | Bão nhiệt đới dữ dội     | 100 km/h (65 mph)  | 980 hPa (28,94 inHg)  | Quần đảo Bonin, Nhật Bản | Không có       | Không có                                 | [ 188 ]                 |
| Son-Tinh                       | 10 tháng 8 – 14 tháng 8    | Bão nhiệt đới            | 65 km/h (40 mph)   | 994 hPa (29,35 inHg)  | Alaska | Không có       | Không có                                 |                         |
| Wukong                         | 12 tháng 8 – 15 tháng 8    | Bão nhiệt đới            | 65 km/h (40 mph)   | 1002 hPa (29,59 inHg) | None | Không có       | Không có                                 |                         |
| Jongdari (Dindo)               | 17 tháng 8 – 21 tháng 8    | Bão nhiệt đới            | 75 km/h (45 mph)   | 998 hPa (29,47 inHg)  | Đài Loan, Quần đảo Miyako, Quần đảo Yaeyama, Triều Tiên | Không có       | 1                                        |                         |
| TD                             | 19 tháng 8 – 26 tháng 8    | Áp thấp nhiệt đới        | Không xác định     | 1006 hPa (29,71 inHg) | Không có | Không có       | Không có                                 |                         |
| TD                             | 19 tháng 8                 | Áp thấp nhiệt đới        | Không xác định     | 1006 hPa (29,71 inHg) | Không có | Không có       | Không có                                 |                         |
| TD                             | 20 tháng 8                 | Áp thấp nhiệt đới        | Không xác định     | 1012 hPa (29,88 inHg) | Không có | Không có       | Không có                                 |                         |
| Shanshan                       | 21 tháng 8 – 1 tháng 9     | Bão cuồng phong rất mạnh | 175 km/h (110 mph) | 935 hPa (27,61 inHg)  | Guam, Quần đảo Bắc Mariana, Nhật Bản, Hàn Quốc | $6 tỷ          | 8                                        | [ 189 ]                 |
| TD                             | 30 tháng 8                 | Áp thấp nhiệt đới        | Not specified      | 1006 hPa (29,71 inHg) | Nhật Bản | không có       | không có                                 |                         |
| Yagi (Enteng) - Bão số 3       | 31 tháng 8 – 8 tháng 9     | Siêu bão                 | 195 km/h (120 mph) | 915 hPa (27,02 inHg)  | Palau, Philippines, Bắc Bộ, Bắc Trung Bộ, đảo Hải Nam (Trung Quốc), Quảng Đông (Trung Quốc), Quảng Tây (Trung Quốc), Vân Nam (Trung Quốc), Hong Kong, Ma Cao, Lào, Thái Lan, Myanmar | >$16,6 tỷ      | 844                                      | [ 190 ]                 |
| Hone                           | 1 tháng 9 – Đang hoạt động | Áp thấp nhiệt đới        | 55 km/h (35 mph)   | 1004 hPa (29,65 inHg) | Không có | Không có       | Không có                                 |                         |
| Leepi                          | 2 tháng 9 – 6 tháng 9      | Bão nhiệt đới            | 65 km/h (40 mph)   | 1002 hPa (29,59 inHg) | Không có | Không có       | Không có                                 |                         |
| TD                             | 4 tháng 9 – 12 tháng 9     | Áp thấp nhiệt đới        | 55 km/h (35 mph)   | 998 hPa (29,47 inHg)  | Nhật Bản | Không xác định | Không có                                 |                         |
| Bebinca (Ferdie)               | 9 tháng 9 - 18 tháng 9     | Bão cuồng phong mạnh     | 140 km/h (85 mph)  | 965 hPa (28,50 inHg)  | Guam, Quần đảo Bắc Mariana, Philippines, Quần đảo Ryukyu , Đông Trung Quốc | $1,42 tỷ       | 8                                        |                         |
| Soulik (Gener) - Bão số 4      | 15 tháng 9 - 20 tháng 9    | Bão nhiệt đới            | 65 km/h (40 mph)   | 992 hPa (29,29 inHg)  | Bắc Trung Bộ, Trung Trung Bộ, Philippines, Lào, Thái Lan, Campuchia, Myanmar | $22.63 triệu   | 29                                       | [ 191 ] [ 192 ]         |
| Pulasan (Helen)                | 15 tháng 9 - 21 tháng 9    | Bão nhiệt đới            | 85 km/h (50 mph)   | 992 hPa (29,29 inHg)  | Guam, Quần đảo Bắc Mariana, Philippines, Đông Trung Quốc, Hàn Quốc, Nhật Bản | Không xác định | 15                                       |                         |
| 17W (Igme)                     | 20 tháng 9 - 22 tháng 9    | Áp thấp nhiệt đới        | 55 km/h (35 mph)   | 1002 hPa (29,59 inHg) | Philippines, Quần đảo Ryukyu, Đài Loan, Đông Trung Quốc | Không xác định | Không có                                 |                         |
| Cimaron                        | 24 tháng 9 - 27 tháng 9    | Bão nhiệt đới            | 65 km/h (40 mph)   | 1002 hPa (29,59 inHg) | Không có | Không xác định | Không có                                 |                         |
| Jebi                           | 24 tháng 9 - 2 tháng 10    | Bão nhiệt đới dữ dội     | 120 km/h (75 mph)  | 980 hPa (28,94 inHg)  | Guam, Quần đảo Bắc Mariana, Nhật Bản | Không xác định | Không có                                 |                         |
| TD                             | 26 tháng 9 - 27 tháng 9    | Áp thấp nhiệt đới        | Không xác định     | 1006 hPa (29,71 inHg) | Không có | Không xác định | Không có                                 |                         |
| Krathon (Julian) - Bão số 5    | 26 tháng 9 - 04 tháng 10   | Siêu Bão                 | 195 km/h (120 mph) | 920 hPa (27,17 inHg)  | Philippines, Đài Loan, Quần đảo Ryukyu | $48,1 triệu    | 18                                       |                         |
| Barijat                        | 5 tháng 10 - 12 tháng 10   | Bão nhiệt đới            | 65 km/h (40 mph)   | 994 hPa (29,35 inHg)  | Không có | Không xác định | Không có                                 |                         |
| Trami (Kristine) - Bão số 6    | 19 tháng 10 - 29 tháng 10  | Bão nhiệt đới dữ dội     | 110 km/h (70 mph)  | 970 hPa (28,64 inHg)  | Philippines, Trung Quốc, Trung Bộ, Bắc Tây Nguyên | >$374,11 triệu | 174                                      |                         |
| Kong-rey (Leon)                | 24 tháng 10 - 6 tháng 11   | Bão cuồng phong rất mạnh | 185 km/h (115 mph) | 925 hPa (27,32 inHg)  | Philippines, Đài Loan, Phúc Kiến (Trung Quốc), Chiết Giang (Trung Quốc), đảo Jeju (Hàn Quốc), Nhật Bản                                                                               | $52.88 triệu   | 3                                        |                         |
| Yinxing (Marce) - Bão số 7     | 3 tháng 11 - 12 tháng 11   | Bão cuồng phong rất mạnh | 175 km/h (110 mph) | 940 hPa (27,76 inHg)  | Philippines, Nam Trung Bộ | > $9.48 triệu  | 1                                        |                         |
| Toraji (Nika) - Bão số 8       | 8 tháng 11 - 14 tháng 11   | Bão cuồng phong mạnh     | 130 km/h (80 mph)  | 970 hPa (28,64 inHg)  | Philippines, Trung Quốc, Hong Kong, Ma Cao | $6.71 triệu    | 2                                        |                         |
| Man-yi (Pepito) - Bão số 9     | 9 tháng 11 - 20 tháng 11   | Siêu bão                 | 195 km/h (120 mph) | 920 hPa (27,17 inHg)  | Philippines, Quần đảo Bắc Mariana, Guam | $73.78 triệu   | 13                                       |                         |
| Usagi (Ofel)                   | 9 tháng 11 - 16 tháng 11   | Bão cuồng phong rất mạnh | 175 km/h (110 mph) | 940 hPa (27,76 inHg)  | Philippines, Đài Loan | >$9.56 triệu   | 2                                        |                         |
| Querubin                       | 17 tháng 12 - 19 tháng 12  | Áp thấp nhiệt đới        | 55 km/h (35 mph)   | 1004 hPa (29,65 inHg) | Philippines | Không xác định | Không có                                 |                         |
| Pabuk (Romina) - Bão số 10     | 20 tháng 12 - 26 tháng 12  | Bão nhiệt đới            | 75 km/h (45 mph)   | 996 hPa (29,41 inHg)  | Philippines,Việt Nam,Brunei,Sarawak,Sabah | Không xác định | Không có                                 |                         |
| Tổng tỷ số mùa bão             |                            |                          |                    |                       | |                |                                          |                         |
| 37 xoáy thuận nhiệt đới        | 23 Tháng 5 – 26 Tháng 12   |                          | 195 km/h (120 mph) | 915 hPa (27,02 inHg)  | | $25,3 tỷ       | 1239                                     |                         |

Chú ý – Quy ước các vùng để xác định vùng ảnh hưởng trực tiếp vùng đổ bộ của bão trên đất liền
- - Việt Nam: Bắc Bộ (Bao gồm cả Tây Bắc Bộ, Đông Bắc Bắc Bộ, Đồng bằng Bắc Bộ); Bắc Trung Bộ (Thanh Hóa - Quảng Bình), Trung Trung Bộ (Quảng Trị - Quảng Ngãi), Nam Trung Bộ (Bình Định - Bình Thuận), Tây Nguyên, Nam Bộ (Bao gồm cả Đông Nam Bộ và Tây Nam Bộ). Các vùng này được xác định riêng biệt, không gọi chung là Việt Nam.
  - Trung Quốc: Nam Trung Quốc (Quảng Đông, Quảng Tây, Vân Nam, Hải Nam, Hồng Kông, Ma Cao); Đông Trung Quốc (Phúc Kiến, Chiết Giang, Thượng Hải, Giang Tô, Sơn Đông, Hà Bắc, Bắc Kinh, Thiên Tân và các tỉnh phụ cận); Đông Bắc Trung Quốc (Hắc Long Giang, Cát Lâm, Côn Minh, Nội Mông). Các tỉnh còn lại (chủ yếu khu Tây Tạng, Tây Bắc Trung Quốc) ít hoặc hầu như không chịu ảnh hưởng của xoáy thuận nhiệt đới nên không nói đến. Nếu có 2 vùng trở lên thì gọi chung là Trung Quốc.

### Tên quốc tế
Các xoáy thuận nhiệt đới được đặt tên theo danh sách bên dưới do Trung tâm Khí tượng Chuyên ngành Khu vực ở Tokyo, Nhật Bản, khi một xoáy thuận đạt đến cường độ bão nhiệt đới.. JMA sẽ chọn một cái tên theo thứ tự trong danh sách 140 cái tên, được đề xuất bởi 14 quốc gia thành viên và lãnh thổ của Ủy ban Bão ESCAP/ WMO Typhoon Committee đề xuất và nói chung những cái tên được sử dụng một cách luân phiên tuần tự. Mỗi nước trong số 14 nước và vùng lãnh thổ thành viên đưa ra 10 tên gọi, được sử dụng theo thứ tự ABC, bằng tên tiếng Anh của quốc gia đó.

#### Lưu ý
- Các cơn bão đang hoạt động không được điều chỉnh đặt tên như các cơn bão đã sử dụng.

| - Ewiniar (2401) - Maliksi (2402) - Gaemi (2403) - Prapiroon (2404) - Maria (2405) - Son-Tinh (2406) - Ampil (2407) | - Wukong (2408) - Jongdari (2409) - Shanshan (2410) - Yagi (2411) - Leepi (2412) - Bebinca (2413) - Pulasan (2414) | - Soulik (2415) - Cimaron (2416) - Jebi (2417) - Krathon (2418) - Barijat (2419) - Trami (2420) - Kong-rey (2421) | - Yinxing (2422) - Toraji (2423) - Man-yi (2424) - Usagi (2425) - Pabuk (2426) |

Tại khóa họp thường niên lần thứ 57 của Ủy ban Bão Châu Á – Thái Bình Dương, ủy ban đã chấp thuận yêu cầu loại bỏ các tên Yagi, Usagi, Ewiniar, Krathon, Trami, Kong-rey, Toraji, Man-yi và Jebi khỏi danh sách đặt tên luân phiên.

#### Tên địa phương của Philippines

Khi một xoáy thuận nhiệt đới đi vào khu vực PAGASA theo dõi sẽ được đặt tên bằng danh sách tên bão riêng của họ

- Cục quản lý Thiên văn, Địa vật lý và Khí quyển Philippines (PAGASA) sử dụng danh sách tên bão riêng của họ để đặt cho một xoáy thuận nhiệt đới khi nó đi vào khu vực theo dõi của họ.[196] PAGASA đặt tên cho áp thấp nhiệt đới đã hình thành trong khu vực theo dõi của họ và những xoáy thuận nhiệt đới di chuyển vào khu vực theo dõi của họ. Nếu danh sách các tên trong năm đó bị sử dụng hết, tên sẽ được lấy từ một danh sách phụ trợ, và danh sách tên bão sẽ được đưa ra trước khi mùa bão bắt đầu. Các tên được lấy từ một danh sách các tên, được sử dụng lần cuối trong năm 2020 và dự kiến sẽ được sử dụng lại trong năm 2028.[196] Tất cả các tên đều giống nhau ngoại trừ Tamaraw và Ugong, thay thế tên Tisoy và Ursula sau khi bị khai tử.[196]

| - Aghon (2401) - Butchoy (2403) - Carina (2404) - Dindo (2409) - Enteng (2411) | - Ferdie (2413) - Gener (2415) - Helen (2414) - Igme - Julian (2418) | - Kristine (2420) - Leon (2421) - Marce (2422) - Nika (2423) - Ofel (2425) | - Pepito (2424) - Querubin - Romina (2426) - Siony (chưa sử dụng) - Tonyo (chưa sử dụng) | - Upang (chưa sử dụng) - Vicky (chưa sử dụng) - Warren (chưa sử dụng) - Yoyong (chưa sử dụng) - Zosimo (chưa sử dụng) |

| - Alakdan (chưa sử dụng) - Baldo (chưa sử dụng) | - Clara (chưa sử dụng) - Dencio (chưa sử dụng) | - Estong (chưa sử dụng) - Felipe (chưa sử dụng) | - Gomer (chưa sử dụng) - Heling (chưa sử dụng) | - Ismael (chưa sử dụng) - Julio (chưa sử dụng) |

### Số hiệu bão và áp thấp nhiệt đới tại Việt Nam
Tính đến 23/12/2024, trên biển Đông đã xuất hiện 11 xoáy thuận nhiệt đới (10 Bão, 1 ATNĐ)  được nước ta công nhận.
Ở Việt Nam một cơn bão (áp thấp nhiệt đới) được đặt số hiệu khi nó đi vào vùng thuộc phạm vi theo dõi của Trung tâm Dự báo Khí tượng Thủy văn Trung ương được xác định trên biển Đông phía Tây kinh tuyến 120 độ kinh Đông và phía bắc vĩ tuyến 5 độ vĩ Bắc. Số hiệu của bão được đặt theo số thứ tự xuất hiện của nó trong năm ví dụ: Bão số 1, bão số 2. Còn đối với ATNĐ, số hiệu đặt theo tháng trước, sau đó đến thứ tự trong tháng. VD áp thấp nhiệt đới tháng 10, áp thấp nhiệt đới 1 tháng 9,...
Dưới đây là các cơn bão/ATNĐ đã được Trung tâm Dự báo Khí tượng Thủy văn Trung ương đặt số hiệu trong năm 2024 (kèm theo là vùng đổ bộ):
- Bão số 1 (Maliksi) - Đổ bộ vào miền Nam Trung Quốc.
- Bão số 2 (Prapiroon) - Đổ bộ vào phía Bắc tỉnh Quảng Ninh.
- Bão số 3 (Yagi)  - Đổ bộ vào phía Nam tỉnh Quảng Ninh.
- Bão số 4 (Soulik)  - Đổ bộ vào phía Bắc tỉnh Quảng Trị.
- Bão số 5 (Krathon)  - Đổ bộ vào Đài Loan (Trung Quốc).
- Bão số 6 (Trami)   - Đổ bộ vào phía Nam tỉnh Thừa Thiên-Huế.
- Bão số 7 (Yinxing)  - Suy yếu thành vùng áp thấp ở bờ biển tỉnh Bình Định.
- Bão số 8 (Toraji)  - Tan ở Bắc Biển Đông.
- Bão số 9 (Man-yi)  -  Tan ở Bắc Biển Đông.
- Bão số 10 (Pabuk)  -  Tan ở Nam Biển Đông.

- ATNĐ tháng 7 (03W) - Tan trên vùng biển Quảng Bình - Thừa Thiên-Huế.

Chú ý
- Nếu bão ở trên biển Đông đang hoạt động mà chưa đến đất liền thì được coi như là Chưa đổ bộ, còn nếu bão vào đất liền thì được coi như là Đổ bộ vào tỉnh nào/Khu vực nào. Tỉnh ven biển đầu tiên mà tâm bão đi qua tại Việt Nam được tính là nơi đổ bộ chính thức của bão ở nước ta.

### Các trung tâm khí tượng có dự báo bão
- Trung tâm Dự báo Khí tượng Thủy văn Quốc gia (Việt Nam).
- Trang web về xoáy thuận nhiệt đới của Trung tâm Dự báo Thời tiết hạn vừa châu Âu (ECMWF)
- Cơ quan Khí tượng Nhật Bản.
- Trung tâm Cảnh báo bão Liên hợp Lưu trữ ngày 9 tháng 8 năm 2020 tại Wayback Machine.
- Đài Thiên văn Hồng Kông.
- Trung tâm Khí tượng Quốc gia (Trung Quốc).
- Cơ quan Khí tượng Hàn Quốc.
- Cục Thời tiết Trung ương Đài Loan

### Dữ liệu tốt nhất về cơn bão của cơ quan khí tượng
- Dữ liệu về bão tốt nhất của JMA (từ năm 1951).
- Dữ liệu về bão tốt nhất của JTWC (từ năm 1945) Lưu trữ ngày 2 tháng 10 năm 2019 tại Wayback Machine.
- Dữ liệu về bão tốt nhất của NMC (từ năm 2000).

### Dữ liệu đánh giá lại bão năm 2024
- JMA: 2401(Ewiniar), 2403 (Gaemi), 2404 (Prapiroon), 2410 (Shanshan), 2411 (Yagi).